# Tour d'Italie 2020
Le Tour d'Italie 2020 (en italien :  Giro d'Italia 2020) est la 103e édition de cette course cycliste masculine sur route. La course a lieu du 3 au 25 octobre 2020, après avoir été reportée en raison de la pandémie de Covid-19. La course fait partie du calendrier UCI World Tour 2020 en catégorie 2.UWT.
Vainqueur de deux étapes, Tao Geoghegan Hart (Ineos) remporte le classement général et le classement du meilleur jeune. Il s'empare de la tête du classement général le dernier jour, devant les deux précédents porteurs du maillot rose : Jai Hindley, gagnant d'une étape, et Wilco Kelderman (Sunweb). Pour les trois coureurs, il s'agit de leur premier podium sur un grand tour. En plus de la victoire finale et du maillot blanc, la formation Ineos repart avec 7 succès d'étapes et le classement par équipes. Vainqueur de quatre sprints massifs, Arnaud Démare (Groupama-FDJ) s'adjuge le classement par points. Le classement de la montagne est remporté par Ruben Guerreiro (EF Pro Cycling), lui aussi vainqueur d'étape.

## Présentation

### Parcours
Le parcours a été dévoilé le 24 octobre 2019. Initialement, le départ devait être donné le 9 mai à Budapest, en Hongrie pour une arrivée finale le 31 mai à Milan. Cela aurait été la 14e fois que le grand départ du Giro aurait lieu hors d'Italie et pour la première fois en Hongrie. Un prologue et deux étapes étaient prévus sur le sol hongrois. 
En raison de la pandémie du COVID-19, l'épreuve est reportée, tandis que Budapest a décidé d’annuler le départ afin d'éviter la propagation du virus. Finalement la course commence le 3 octobre en Sicile avec quatre étapes au programme sur l'île. C'est la neuvième fois que le Giro s'élance de la région sicilienne, après 1930, 1949, 1954, 1976, 1986, 1989, 1999 et 2008. Le programme insulaire est varié :  un contre-la-montre et trois étapes en ligne, dont une arrivée au sommet de l'Etna. Le parcours final est annoncé le 30 juillet,.
La 5e étape est difficile, avec notamment le Valico de Montescuro, dont le sommet est placé à 10 km de l'arrivée. Après deux étapes pour sprinteurs, la première semaine se finit par deux tracés plus difficiles. La huitième étape longe la côte adriatique (la première moitié est toute plate et la seconde est vallonnée), tandis que le lendemain  la montée de Roccaraso est au programme dans les Abruzzes. 
Après le premier jour de repos, la 10e étape propose un parcours rappelant les classiques ardennaises, avec des ascensions assez courtes mais difficiles. Quatre d'entre elles jalonneront les 40 derniers kilomètres. Le lendemain, les sprinteurs auront une nouvelle opportunité pour lever les bras. La 12e étape, autour de Cesenatico (la ville natale de Marco Pantani), est difficile, avec neuf ascensions et 30 derniers kilomètres en descente puis plats. La journée suivante est toute plate, à l'exception de deux côtes dans les 30 derniers kilomètres. Le week-end devrait permettre aux favoris de s'expliquer, avec un contre-la-montre vallonné de 33,7 km et une étape comprenant quatre cols, dont deux sous le seuil des 1 000 m d'altitude et la montée finale vers Piancavallo.
Après la seconde journée de repos, la troisième semaine est comme à l'accoutumée particulièrement difficile. Elle débute par une étape de moyenne montagne, avec un circuit final vallonné, marqué par la montée de Ragogna (2,8 km à 10,4 %). S'ensuivent deux étapes à plus de 5 000 mètres de dénivelé positif (5 100 puis 5 400) en un peu moins de 210 km. Les coureurs doivent tout d'abord enchaîner quatre cols, dont la montée finale vers Madonna di Campiglio. Quatre cols sont à nouveau sur la route le lendemain, dont le Col du Stelvio (Cima Coppi) et l’ascension finale vers les lacs de Cancano. La 19e étape (258 kilomètres) est à la fois la plus longue de l'épreuve et la dernière opportunité pour sprinteurs. Elle est finalement raccourcie à 124,5 kilomètres en raison des protestations des coureurs. L'étape-reine devait ensuite être au programme, elle proposait un enchaînement du col Agnel, du col d'Izoard, de la montée vers Montgenèvre et de la montée vers Sestrières, en haut de laquelle était jugée l'arrivée. Trois jours avant l'étape, les autorités françaises interdisent le passage de l'épreuve du fait des nouvelles restrictions sanitaires contre le Covid-19. Les coureurs ne franchissent pas les trois premiers cols prévues, mais terminent l'étape par une triple ascension vers Sestrières. Ce Tour d'Italie se termine par un contre-la-montre plat de 16,5 km vers Milan,,.

### Équipes
En tant que course World Tour, les 19 équipes World Tour participent automatiquement à la course. En terminant meilleure formation de deuxième division, l'équipe Total Direct Énergie a le droit, sans obligation, de prendre part à toutes les épreuves du calendrier World Tour. L'équipe française annonce cependant le 5 décembre 2019 qu'elle est contrainte de décliner l'invitation, jugeant que son « effectif n'est pas assez fourni pour pouvoir prétendre à être performant sur Milan-San Remo, les courses flandriennes, le Giro et le Tour de France ». RCS Sport a invité trois équipes italiennes : Androni Giocattoli-Sidermec, Bardiani CSF Faizanè et Vini Zabù-KTM. Les formations Mitchelton-Scott et Jumbo-Visma doivent se retirer après la première journée de repos, après des tests positifs au Covid-19.
| WorldTeams (19)- AG2R La Mondiale - Astana - Bora-Hansgrohe - CCC Team - Cofidis - Deceuninck-Quick Step - EF Pro Cycling - Groupama-FDJ - Israel Start-Up Nation - Lotto Soudal - Mitchelton-Scott - Movistar Team - NTT Pro Cycling - Bahrain McLaren - Ineos Grenadiers - Jumbo-Visma - Team Sunweb - Trek-Segafredo - UAE Team Emirates ProTeams (3)- Androni Giocattoli-Sidermec - Bardiani CSF Faizanè - Vini Zabù-KTM |
| |

### Favoris et principaux participants

#### Pour le classement général
Cinq coureurs sont considérés comme les favoris de l'épreuve,. Trois d'entre eux ont déjà remporté un grand tour. Vincenzo Nibali (Trek Segafredo), 2e l'an passé, est le seul coureur présent sur le podium en 2019 à être de nouveau présent cette année. Vainqueur de l'épreuve en 2013 et 2016, il a terminé sur le podium du Tour d'Italie lors de ses six dernières participations. Geraint Thomas (Team Ineos) a lui remporté le Tour de France 2018. Quatrième du contre-la-montre des mondiaux, il s'agit du meilleur rouleur des prétendants au classement général. Simon Yates (Michelton-Scott), vainqueur du Tour d'Espagne 2018, a une histoire contrastée avec le Giro : porteur du maillot rose pendant 13 jours avant de subir une défaillance en 2018 et 8e en 2019. Troisième du Tour de Pologne et surtout gagnant de Tirreno-Adriatico devant Geraint Thomas, Simon Yates est dans une grande condition physique. Jakob Fuglsang (Astana), vainqueur du dernier Tour de Lombardie, est à la tête d'une équipe impressionnante en montagne, avec comme principaux lieutenants Miguel Ángel López et Aleksandr Vlasov. Habituellement en manque de réussite sur les grands tours, Fuglsang est lui aussi en forme, comme en témoigne sa 5e place sur la course en ligne des mondiaux. Steven Kruijswijk (Jumbo-Visma) a terminé 5e puis 3e du Tour de France en 2018 et 2019. Cependant, il existe un doute concernant sa condition physique, puisqu'il n'a pas couru depuis son abandon sur chute lors du Critérium du Dauphiné,.
On compte également plusieurs outsiders à la victoire finale. Rafał Majka (Bora-Hansgrohe), 5e en 2019, Ilnur Zakarin (CCC Team), 10e l'an passé, et Wilco Kelderman (Sunweb), 7e de l'édition 2014 et du Tour d'Espagne 2019, visent un bon classement général, tandis que des jeunes pousses comme João Almeida (Deceuninck-Quick Step), Ben O'Connor (NTT) ou Brandon McNulty (UAE Emirates) peuvent créer la surprise,.

#### Pour le classement par points
Les deux favoris du classement par points sont Peter Sagan (Bora-Hansgrohe), sept fois gagnant de ce classement sur la Grande Boucle, et le champion de France Arnaud Démare (Groupama-FDJ), en grande forme cette année et 2e en 2019. Fernando Gaviria (UAE Emirates) et Elia Viviani (Cofidis), vainqueurs respectivement en 2017 et 2018, cherchent à rééditer cette performance. Michael Matthews (Sunweb), maillot vert du Tour de France 2017, le champion de Grande-Bretagne Ben Swift (Ineos), Tony Gallopin (AG2R La Mondiale), Diego Ulissi (UAE Emirates) ou encore Alvaro Hodeg (Deceuninck-Quick Step) peuvent aussi se mêler à la lutte pour le classement par points,.

#### Pour le classement de la montagne
Deuxième de ce classement en 2019, Fausto Masnada (Deceuninck-Quick Step) est un des grands favoris pour l'emporter cette année, d'autant plus qu'il n'a pas à travailler pour un leader ou un sprinteur, il peut donc se glisser dans des échappées en montagne. S'ils ne sont pas trop au service de leur leader pour le classement général, Giulio Ciccone (Trek-Segafredo), meilleur grimpeur l'an passé, et Miguel Ángel López ont les qualités pour aller chercher la victoire dans le classement de la montagne. Nicolas Edet (Cofidis), Thomas De Gendt (Lotto-Soudal), Davide Villella (Movistar) et Geoffrey Bouchard (AG2R La Mondiale) se sont adjugés ce classement lors de la Vuelta respectivement en 2013, 2017, 2018 et 2019. D'autres baroudeurs, comme Peio Bilbao (Bahrain-McLaren) ou Giovanni Visconti (Vini Zabù-KTM), sont également cités. Les favoris du classement général peuvent aussi aller chercher le classement de la montagne.

#### Pour le classement des jeunes
Même s'ils doivent se mettre au service de Fuglsang et Kelderman, Aleksandr Vlasov, 5e du récent Tirreno-Adriatico, et Sam Oomen (Sunweb), 9e de l'édition 2018, sont les deux principaux favoris du classement du meilleur jeune. Tao Geoghegan Hart (Ineos), au service de Thomas, est dans une situation similaire. Cités comme potentielles surprises pour le classement général, João Almeida, Brandon McNulty et Ben O'Connor sont naturellement des candidats crédibles pour le maillot blanc. James Knox (Deceuninck-Quick Step), 11e de la dernière Vuelta, Lucas Hamilton (Mitchelton-Scott), 7e de ce classement en 2019 et vainqueur d'étape sur Tirreno-Adriatico, ou encore le gagnant du Tour de l'Avenir 2019 Tobias Foss (Jumbo-Visma), sont également à suivre.

## Déroulement de la course

### 3 - 5 octobre: premiers écarts et abandons de marque en Sicile
Champion du monde de la spécialité, Filippo Ganna (Ineos) remporte le contre-la-montre inaugural, avec 22 secondes d'avance sur João Almeida (Deuceninck-Quick Step) et Mikkel Bjerg (UAE Emirates). Ganna s'empare ainsi des maillots rose, cyclamen et blanc. 4e de l'étape à 23 secondes, Geraint Thomas (Ineos) est le meilleur temps des favoris, en devançant Simon Yates (Mitchelton-Scott) de 26 secondes. Les rivaux des deux Britanniques se sont élancés dans les dernières positions et ont subi ainsi des conditions météorologiques plus difficiles, avec un vent plus fort. Ilnur Zakarin (CCC Team) concède 1 minute 03 par rapport à Thomas, Wilco Kelderman (Sunweb) 1 minute 05, Vincenzo Nibali (Trek-Segafredo) 1 minute 06, Steven Kruijswijk (Jumbo-Visma) 1 minute 21, Jakob Fuglsang (Astana) 1 minute 24 et Rafał Majka (Bora-Hansgrohe) 1 minute 37. Victime d'une chute lors du chrono, Miguel Ángel López (Astana) est contraint à l'abandon.
Le lendemain, Diego Ulissi (UAE Emirates) s'impose au sommet de la côte finale et prend ainsi de la tête du classement par points. Il devance Peter Sagan (Bora-Hansgrohe), qui s'empare du maillot bleu, et Mikkel Frølich Honoré (Deceuninck-Quick Step). Le groupe maillot rose, réglé par Michael Matthews (Sunweb) concède 5 secondes au trio de tête. Filippo Ganna conserve donc la tête du classement général et du classement du meilleur jeune, avec 22 secondes d'avance sur João Almeida et 23 sur Geraint Thomas. Après López la veille, Fuglsang perd son deuxième lieutenant en montagne avec l'abandon d'Aleksandr Vlasov, malade.
Le champion d'Équateur Jonathan Caicedo (EF Pro Cycling) s'adjuge la première étape de montagne, en devançant le deuxième rescapé de l'échappée matinale, Giovanni Visconti (Vini Zabù-KTM), de 21 secondes, tandis qu'Harm Vanhoucke (Lotto-Soudal), après avoir suivi Jonathan Castroviejo (Ineos) dans le final, complète le podium à 30 secondes. Victime d'une chute dès le départ fictif, Geraint Thomas est distancé par le peloton à 30 km de l'arrivée, accompagné par le maillot rose. Simon Yates est lui lâché dans l'ascension finale, à 9 km du sommet. Les attaques de Jakob Fuglsang, Vincenzo Nibali et Wilco Kelderman font exploser le groupe des favoris dans les derniers kilomètres. Kelderman termine 4e de l'étape, à 39 secondes du vainqueur, Fuglsang, Majka, Nibali, Castroviejo et Domenico Pozzovivo (NTT) à 51 secondes, Kruijswijk à 56 secondes, Almeida et Peio Bilbao (Bahrain-McLaren) à 1 minute 03 et Zakarin à 1 minute 37. Yates concède 4 minutes 22 secondes, Thomas est à 12 minutes 19 secondes. João Almeida s'empare ainsi des maillots rose et blanc, dans le même temps que Jonathan Caicedo, le nouveau leader du classement de la montagne. Le duo devance au classement général Peio Bilbao de 37 secondes, Wilco Kelderman de 42, Harm Vanhoucke de 53, Vincenzo Nibali de 55 et Domenico Pozzovivo de 59. Brandon McNulty (UAE Emirates), Jakob Fuglsang et Steven Kruijswijk ont respectivement 1 minute 11, 1 minute 13 et 1 minute 15 de retard. Hors du Top 10, Rafał Majka, Ilnur Zakarin, Simon Yates et Geraint Thomas pointent désormais à 1 minute 26, 1 minute 38, 3 minutes 46 et 11 minutes 17 du maillot rose. Souffrant d'une fracture du bassin, Geraint Thomas ne prendra pas le départ de la course le lendemain.

### 6 - 9 octobre: Démare domine les sprints, Almeida en rose
Simon Pellaud (Androni Giocattoli-Sidermec), Marco Frapporti (Vini Zabù-KTM) et Kamil Gradek (CCC Team) s'échappent lors de la 4e étape. Au premier sprint intermédiaire, Fernando Gaviria (UAE Emirates) remporte le sprint pour la 4e place, devant Michael Matthews, Peter Sagan et le maillot cyclamen. Dans l'ascension du Portella Mandrazzi, l'équipe Bora-Hansgrohe durcit la course, Gaviria est distancé à 5 km du sommet. Elia Viviani (Cofidis) et Álvaro Hodeg (Deceuninck-Quick Step) sont eux lâchés un peu plus loin. Pellaud part seul dans le dernier kilomètre d'ascension. Dans la descente, le groupe Viviani parvient à recoller sur le peloton, mais pas le groupe Gaviria, tandis que Frapporti et Gradek sont repris. Au second sprint intermédiaire, le maillot rose va chercher les bonifications de la 2e place, juste devant son coéquipier Davide Ballerini. Le champion de France Arnaud Démare (Groupama-FDJ) remporte ensuite l'étape au sprint, en devançant Sagan, qui devient ainsi le leader du classement par points, et Ballerini. João Almeida conserve la tête du classement général, avec désormais 2 secondes d'avance sur Jonathan Caicedo et 39 sur Peio Bilbao.
Membre de l'échappée matinale, Filippo Ganna s'adjuge l'étape suivante, après avoir distancé à 5 km du sommet de la dernière ascension Thomas De Gendt (Lotto-Soudal) et Einer Rubio (Movistar), sortis du peloton dès le début de la montée. Les différents poursuivants sont repris dans le col. Après avoir pris la 4e place au sommet de la première ascension du jour, Ganna profite de son passage en tête du dernier col, devant Pozzovivo et Fuglsang, pour s'emparer du maillot bleu. L'Italien devance à l'arrivée de 34 secondes le groupe maillot rose, réglé par Patrick Konrad (Bora-Hansgrohe) devant João Almeida. Brandon McNulty termine à 2 minutes 14 du vainqueur, Jonathan Caicedo à 16 minutes 34. Almeida conforte ainsi son maillot rose, avec désormais 43 secondes d'avance sur Bilbao et 48 sur Kelderman. McNulty et Caicedo sortent du Top 10, ce qui profite principalement à Konrad et Majka, désormais 9e et 10e à environ 1 minute 30 du leader.
Le lendemain, un fort de vent de face accompagne le peloton tout au long de l'étape. Ainsi, les difficultés du jour n'empêchent pas un sprint massif. Derrière les quatre échappés, Démare est le plus rapide au premier sprint intermédiaire, devançant Maciej Bodnar (Bora-Hansgrohe) et Sagan. Arnaud Démare est à nouveau le plus fort lors du sprint final, il lève les bras devant Michael Matthews et Fabio Felline (Astana). Le champion de France prend également la tête du classement par points, devant Sagan, seulement 8e de l'étape.
Les formations Deceuninck-Quick Step et Jumbo-Visma profitent du vent pour provoquer des bordures dès le début de la 7e étape. Parmi les coureurs piégés, on retrouve la moitié du Top 10 (Fuglsang, Majka, Bilbao, Vanhoucke et Pozzovivo) et Simon Yates. Après une passe d'armes de plusieurs dizaines de kilomètres, les différents groupes attardés vont petit à petit recoller sur le premier peloton, qui a repris les échappés. Déjà présents dans l'échappée matinale, Simon Pellaud et Marco Frapporti ressortent peu avant le premier sprint intermédiaire. Pellaud passe en tête, tandis que Démare prend la 3e place devant Sagan et Matthews. Le duo de tête est repris avant le second sprint intermédiaire. Une chute sous l'arche des 45 km de l'arrivée coupe le peloton en plusieurs parties. Pozzovivo est dans le 2e groupe, Zakarin dans le 3e et les porteurs des maillots bleu et blanc sont dans le 4e, mais ces différents groupes vont finir par rentrer, le peloton est de nouveau groupé à 21,5 km du but. Arnaud Démare est une nouvelle fois le plus rapide lors du sprint final, confortant ainsi son maillot cyclamen. Il devance sur la ligne Peter Sagan et Michael Matthews.

### 10 - 16 octobre: Covid-19 et échappées victorieuses
Simon Yates ne prend pas le départ de l'étape suivante, après avoir été testé positif au Covid-19. Sur la route, l'échappée, composée de six coureurs, se dispute la victoire d'étape. Alex Dowsett (Israel Start-Up Nation) lève les bras, avec 1 minute 15 d'avance sur Salvatore Puccio (Ineos), Matthew Holmes (Lotto-Soudal) et Joseph Rosskopf (CCC Team), 2 minutes 10 sur son coéquipier Matthias Brändle et 2 minutes 13 sur Simone Ravanelli (Androni Giocattoli-Sidermec). Le peloton, dont le sprint est réglé par Matthews devant Gaviria, termine à près de 14 minutes. Aucun changement au classement général n'est à signaler.
En clôture de la première semaine, huit coureurs composent l'échappée du jour. Parmi eux, Giovanni Visconti franchit en tête les deux premiers cols de la journée, en devançant à chaque fois Ruben Guerreiro (EF Pro Cycling) et Jonathan Castroviejo. Visconti prend alors la tête du classement de la montagne. Visconti, Ben O'Connor et Eduardo Sepulveda (Movistar) sont distancés dans l'avant-dernière montée du jour. Guerreiro passe alors en tête au sommet devant Castroviejo. Dans l'ascension finale, Castroviejo attaque à 6,3 km du sommet, suivi seulement par Guerreiro. Derrière, Lucas Hamilton (Mitchelton-Scott) et Tao Geoghegan Hart (Ineos) sortent du peloton. Ruben Guerreiro lance le sprint et s'impose avec 8 secondes d'avance sur Jonathan Castroviejo, 58 sur Mikkel Bjerg et 1 minute 16 sur Kilian Frankiny (Groupama-FDJ) et Lawrence Warbasse (AG2R La Mondiale). Ce succès permet en outre au Portugais de s'emparer du maillot bleu, avec 8 pts d'avance sur Visconti et 39 sur Castroviejo. Geoghegan Hart est 6e de l'étape à 1 minute 19. Il devance Hamilton de 13 secondes, Kelderman, Fuglsang et Jai Hindley (Sunweb) de 19 secondes, Majka et Konrad de 22 secondes, Pozzovivo de 25 secondes, Nibali et Bilbao de 33 secondes, Almeida de 37 secondes, Vanhoucke et Kruijswijk de 40 secondes, Zakarin de 49 secondes. João Almeida conserve la tête du classement général, avec 30 secondes d'avance sur Wilco Kelderman et 39 sur Peio Bilbao. Domenico Pozzovivo, Vincenzo Nibali, Jakob Fuglsang et Harm Vanhoucke sont à environ 1 minute du maillot rose. Steven Kruisjwijk sort du Top 10, au bénéfice notamment de Jai Hindley, désormais 9e à 1 minute 15 du leader.
Les équipes Mitchelton-Scott (avec quatre membres du staff testés positifs au Covid) et Jumbo-Visma (avec Steven Kruijswijk lui-aussi positif au Covid) doivent quitter la course après le premier jour de repos, tout comme Michael Matthews. Le début d'étape est très animé, une échappée se détâche après une cinquantaine de kilomètres. Le groupe de tête va se réduire à sept éléments, tandis que la présence à l'avant de Peter Sagan incite la Groupama-FDJ à engager une poursuite intense. L'équipe du maillot cyclamen va cependant stopper son effort à quelques kilomètres du premier sprint intermédiaire, où Sagan passe en tête. Alors que Peio Bilbao attaque à moins de 23 km de l'arrivée, les différentes côtes du final vont faire une sélection au sein du groupe de tête, Sagan n'étant plus accompagné que du champion de Grande-Bretagne Ben Swift (Ineos). Harm Vanhoucke est lui lâché à 19 km du but. Sagan part en solitaire dans la dernière côte du jour. Malgré des attaques d'Almeida et Pozzovivo, les favoris restent groupés. Jakob Fuglsang est distancé sur un ennui mécanique dans la descente. Bilbao est repris à moins de 5 km de l'arrivée. Peter Sagan va chercher la victoire d'étape, faisant ainsi partie des coureurs ayant levé les bras sur les trois grands tours. Il gagne avec 19 secondes d'avance sur Brandon McNulty, sorti à 4 km de la ligne, et 23 secondes sur le groupe maillot rose, réglé par Almeida. Zakarin termine à 50 secondes du vainqueur, Fuglsang à 1 minute 38, Vanhoucke à 3 minutes 59. Peter Sagan revient ainsi à 20 pts d'Arnaud Démare au maillot cyclamen. João Almeida conforte son maillot rose, avec 34 secondes d'avance sur Wilco Kelderman et 43 sur Peio Bilbao. Fuglsang et Vanhoucke sortent du Top 10, étant à présent 11e et 16e, avec 2 minutes 20 et 4 minutes 42 de retard. Cela profite à Konrad, Hindley et Majka, qui gagnent chacun deux places au classement, et surtout à Fausto Masnada (Deceuninck-Quick Step) et Hermann Pernsteiner (Bahrain-McLaren), qui complètent désormais le Top 10, à 1 minute 36 et 1 minute 52 du leader.
Arnaud Démare s'adjuge au sprint la 11e étape et conforte son maillot cyclamen, en devançant Peter Sagan et Álvaro Hodeg. Le champion de France devient le deuxième coureur français à remporter 4 étapes sur une même édition du Tour d'Italie, après Bernard Hinault en 1982. En glânant aussi le 7e succès de sa carrière en Grand Tour, il devient le coureur français en activité ayant le plus levé les bras sur les épreuves de trois semaines, devant Thibaut Pinot.
Le lendemain, l'échappée matinale, composée de 14 coureurs, se dispute une nouvelle fois la victoire d'étape. Jhonatan Narváez (Ineos) remporte l'étape, avec 1 minute 08 d'avance sur Mark Padun (Bahrain-McLaren), victime d'une crevaison dans le final, 6 minutes 50 sur Simon Clarke (EF Pro Cycling), 7 minutes 30 sur Joseph Rosskopf, 7 minutes 43 sur Simon Pellaud et 8 minutes 25 sur le groupe maillot rose, réglé par Brandon McNulty. Hermann Pernsteiner termine à 11 minutes 43 du vainqueur, Ilnur Zakarin à 21 minutes 06. Un seul changement a lieu au sein du Top 10 : Jakob Fuglsang remplace Pernsteiner à la 10e place du classement général.
L'équipe Bora-Hansgrohe durcit la course dans la première côte du final de la 13e étape, distançant ainsi des sprinteurs comme Arnaud Démare. Grâce à ses équipiers, le maillot cyclamen parvient à recoller au pied de la seconde côte. L'accélération de Diego Ulissi dans les premières pentes de l'ascension fait exploser le peloton. Démare est distancé rapidement, mais Peter Sagan va lui aussi lâcher prise avant le sommet. Le maillot bleu passe ensuite en tête au sommet. La formation Deceuninck-Quick Step fait un gros travail pour empêcher le retour du groupe Sagan et du groupe maillot cyclamen. Diego Ulissi remporte le sprint final, devançant João Almeida et Patrick Konrad. Almeida conforte ainsi son maillot rose, avec 40 secondes d'avance sur Kelderman et 49 sur Bilbao.

### 17 - 21 octobre: des étapes pour Ineos, Almeida et Kelderman se détachent, bataille pour le maillot bleu
Filippo Ganna obtient un nouveau succès à l'occasion du deuxième contre-la-montre. Le champion du monde devance de 26 secondes son coéquipier Rohan Dennis et de 1 minute 09 Brandon McNulty. João Almeida et Wilco Kelderman sont dans le Top 10 de l'étape, à 1 minute 31 et 1 minute 47 de Ganna. Rafał Majka termine à 2 minutes 37 du vainqueur. Peio Bilbao, Vincenzo Nibali, Fausto Masnada et Domenico Pozzovivo à environ 3 minutes, Jakob Fuglsang à 3 minutes 13, Patrick Konrad et Jai Hindley à plus de 3 minutes 30. Almeida assoit sa position de leader du classement général, avec désormais 56 secondes d'avance sur Kelderman. Derrière, Bilbao, McNulty, Nibali, Majka et Pozzovivo se tiennent en une vingtaine de secondes, avec 2 minutes 11, 2 minutes 23, 2 minutes 30 et 2 minutes 33 (pour les deux derniers) de retard. Masnada, Konrad et Hindley complètent le Top 10, à plus de 3 minutes du maillot rose, tandis que Geoghegan Hart et Fuglsang restent en embuscade, à moins de 30 secondes de la 10e place.
La formation Sunweb fait exploser le peloton dans la montée finale lors de l'étape suivante : à 7,3 km de l'arrivée, Jai Hindley n'est plus accompagné que de son leader Wilco Kelderman et de Tao Geoghegan Hart. Le trio se détache définitivement, les trois hommes restent ensemble jusque dans les derniers hectomètres. Geoghegan Hart lance le sprint et s'adjuge l'étape, avec 2 secondes d'avance sur Kelderman et 4 sur Hindley. Le maillot rose termine à 37 secondes, Majka à 1 minute 22, Konrad à 1 minute 29, Bilbao, Fuglsang et Nibali à 1 minute 36, Masnada à 1 minute 38, Pozzovivo à 1 minute 54 et McNulty à 2 minutes 43. Dans l'échappée, Giovanni Visconti passe en tête les deux premiers cols du jour, puis est 3e au sommet du suivant, et s'empare ainsi du maillot bleu. Almeida conserve son maillot rose, mais ne possède plus que 15 secondes d'avance sur Kelderman. À près de 3 minutes du leader, Hindley grimpe sur le podium mais n'a qu'une seconde d'avance sur le vainqueur du jour. Le reste du Top 10 (Bilbao, Majka, Nibali, Pozzovivo, Konrad et Masnada) se tient en un peu plus d'une minute.
Tandis que Fernando Gaviria ne prend pas le départ de la course, une échappée nombreuse prend le large après la seconde journée de repos. Le classement de la montagne anime dans un premier temps la marche du groupe de tête. Ruben Guerreiro passe en tête au sommet de la première ascension du jour devant Giovanni Visconti, puis Visconti franchit en premier les deux montées suivantes (alors que Guerreiro termine 2e avant de ne marquer aucun point), enfin le Portugais devance le maillot bleu au sommet de la montée de Ragogna, lors du premier des trois tours du circuit final. Manuele Boaro (Astana) et Jan Tratnik (Bahrain-McLaren) sortent du groupe de tête dans le second tour de circuit, puis Tratnik file seul dans la montée. Ben O'Connor attaque dans la dernière montée et rejoint ensuite Tratnik. O'Connor accélère à 800 m de l'arrivée, contré par Tratnik qui remporte finalement l'étape avec 7 secondes d'avance sur O'Connor et 1 minute 14 sur un trio de chasse réglé par Enrico Battaglin (Bahrain-McLaren). Derrière, les favoris abordent le dernier kilomètre ensemble. Le maillot rose accélère dans les derniers hectomètres et franchit la ligne à 12 minutes 54 du vainqueur, avec 2 secondes d'avance sur le groupe des favoris et 12 sur Masnada.
La 17e étape voit une nouvelle échappée aller au bout. Ruben Guerreiro franchit en tête les deux premiers cols de la journée et prend ainsi la tête du classement de la montagne, avec 50 pts d'avance sur Giovanni Visconti, qui est absent de l'échappée. Ben O'Connor distance ses compagnons de fugue dans la montée finale et s'impose, en devançant Hermann Persteiner de 31 secondes et Thomas De Gendt de 1 minutes 10. Le groupe maillot rose termine à 5 minutes 11, Masnada à 5 minutes 13 et McNulty à 6 minutes 50. Aux portes du Top 10 du classement général, Pernsteiner grimpe à la 11e place et McNulty chute au 13e rang.

### 22 - 25 octobre: les dernières étapes de montagne bouleversent le classement général, victoire finale de Geoghegan Hart
Lors de l'étape-reine, alors que Visconti est non-partant, les équipes Sunweb puis Ineos font exploser le groupe des favoris dans le col du Stelvio. Domenico Pozzovivo est le premier favori à craquer, puis le maillot rose est distancé à plus de 10 km du sommet. Un kilomètre plus loin, Rohan Dennis n'est plus suivi que par son leader Tao Geoghegan Hart et le duo formé par Kelderman et Hindley. Le Néerlandais va ensuite lui aussi être lâché. Dernier rescapé de l'échappée matinale, Ben O'Connor est déposé par les différents groupes de favoris. Geoghegan Hart remporte le second sprint intermédiaire et les bonifications qui vont avec, devant Dennis et Hindley. Dennis se relève dès le pied de l'ascension finale. Kelderman est repris dès les premières pentes de la montée par Peio Bilbao et Jakob Fuglsang. Bilbao va se lancer à moins de 7 km de l'arrivée à la poursuite du duo de tête et parvient à réduire l'écart à une cinquantaine de secondes. Hindley s'en va ensuite lever les bras, devançant au sprint Geoghegan Hart. Bilbao termine à 46 secondes, Fuglsang à 1 minute 25, Kelderman à 2 minutes 18, Patrick Konrad à 4 minutes 04, João Almeida, Vincenzo Nibali et Hermann Pernsteiner à 4 minutes 51, Fausto Masnada à 4 minutes 55, Rafał Majka à 6 minutes 43 et Domenico Pozzovivo à 8 minutes 17. Le classement général est chamboulé par cette étape. Kelderman s'empare du maillot rose, avec 12 secondes d'avance sur Hindley, qui devient le meilleur jeune de la course (alors qu'il portait déjà le maillot blanc, à la place d'Almeida), 15 sur Geoghegan Hart et 1 minute 19 sur Bilbao. Almeida chute à la 5e place du classement, à 2 minutes 16 du leader, tandis que Fuglsang remonte au 6e rang, à 3 minutes 59. Konrad, Nibali, Masnada et Majka complètent le Top 10, avec respectivement 5 minutes 40, 5 minutes 47, 6 minutes 46 et 7 minutes 28 de retard. Domenico Pozzovivo dégringole à la 12e place, à 9 minutes 34 du maillot rose.
La 19e étape, prévue sur 258 km, est raccourcie à 124,5 km, en raison de l'opposition d'une partie du peloton, après trois heures de négociation avec les organisateurs. Le directeur de la course Mauro Vegni se dit déçu de cet épisode, car la tenue même de la course était menacée par la pandémie. L'épreuve devait « donner un signal au monde entier, que le sport est courageux et qu'il ne renonce face à aucun problème. Cette journée vient réduire tous ces efforts en miette ». Il ajoute que « les coupables devront payer ». Un trio s'échappe dès le départ de l'étape, rejoint peu après le premier sprint intermédiaire par 11 coureurs. L'équipe Bora-Hansgrohe juge l'échappée trop nombreuse et veut reprendre rapidement les hommes de tête. Après un bras de fer intense de plusieurs dizaines de kilomètres, les équipiers de Peter Sagan stoppent leur effort et le groupe de tête peut alors prendre le large. Josef Černý (CCC Team) attaque à 22 km de l'arrivée et va chercher le premier succès de sa carrière sur un grand tour. Il devance de 18 secondes Victor Campenaerts (NTT) et de 26 secondes un quatuor réglé par Jacopo Mosca (Trek-Segafredo). Le peloton franchit la ligne 11 minutes 43 après le vainqueur.
Lors de la dernière étape de montagne, la formation Ineos fait exploser le peloton dans la deuxième montée vers Sestrières. À plus de 3 km du sommet, Rohan Dennis n'est plus suivi que par Tao Geoghegan Hart et le maillot blanc. Les différents groupes de favoris reprennent petit à petit les rescapés de l'échappée matinale. Hindley remporte ensuite le second sprint intermédiaire, devant Geoghegan Hart et Dennis. Dans le groupe maillot rose, João Almeida attaque à plus de 4 km de l'arrivée. Le maillot blanc attaque à quatre reprises, mais ne parvient pas à lâcher son rival. Geoghegan Hart devance finalement au sprint Hindley, tandis que Dennis prend la 3e place, à 25 secondes. Almeida termine à 1 minute 01, Bilbao et Kelderman à 1 minute 35, Nibali à 2 minutes 02, Pozzovivo à 2 minutes 09, Pernsteiner et Konrad à 2 minutes 28, Fuglsang à 2 minutes 36, Masnada à 2 minutes 41 et Majka à 11 minutes 52. Hindley s'empare du maillot rose, avec seulement 86 centièmes de seconde d'avance sur Tao Geoghegan Hart. Avoir les deux premiers du classement général dans la même seconde à la veille de l'arrivée, c'est inédit dans l'histoire des épreuves de trois semaines. Kelderman complète le podium, avec 1 minute 32 de retard. Bilbao et Almeida conservent leurs positions au classement, désormais à environ 3 minutes du maillot rose. Fuglsang et Masnada restent 6e et 9e du classement, tandis que Nibali passe devant Konrad. Ces quatre coureurs se tiennent toujours en près de 4 minutes. Majka chute au 12e rang, ce qui profite à Pozzovivo et surtout à Pernsteiner, désormais 10e à 10 minutes 08.
Flippo Ganna s'adjuge le contre-la-montre final, avec 32 secondes d'avance sur Victor Campenaerts et Rohan Dennis. En remportant les trois épreuves chronométrées sur un même Tour d'Italie, il égale les performances de Knut Knudsen en 1981 et de Tony Rominger en 1995. Tao Geoghegan Hart concède 58 secondes, Jai Hindley 1 minute 37. Geoghegan Hart remporte ainsi le classement général et le classement du meilleur jeune, avec 39 secondes d'avance sur Hindley. Geoghegan Hart réalise le troisième doublé maillot rose-maillot blanc de l'histoire de l'épreuve, après Evgueni Berzin en 1994 et Nairo Quintana en 2014. Il s'agit de la deuxième victoire finale britannique, deux ans après celle de Christopher Froome. Hindley est le second Australien à monter sur le podium du Giro après Cadel Evans, 3e en 2013. 11e de l'étape à 55 secondes, Wilco Kelderman complète le podium, à 1 minute 29. Ces trois coureurs montent pour la première fois de leur carrière sur le podium d'un grand tour. Quatrième du chrono à 41 secondes, João Almeida passe devant Peio Bilbao, à environ 3 minutes du maillot rose. Ce contre-la-montre n'entraîne aucun changement au sein du reste du Top 10. Arnaud Démare devient le 3e Français à remporter le classement par points du Tour d'Italie, après Laurent Jalabert en 1999 et Nacer Bouhanni en 2014. Ruben Guerreiro est le meilleur grimpeur. Ineos remporte le classement par équipes.

## Étapes
| Étape     | Date    | Villes étapes                             | type                        | Distance (km) | Vainqueur d'étape  | Leader du classement général |
| --------- | ------- | ----------------------------------------- | --------------------------- | ------------- | ------------------ | ---------------------------- |
| 1re étape | 3 oct.  | Monreale – Palerme                        | contre-la-montre individuel | 15,1          | Filippo Ganna      | Filippo Ganna                |
| 2e étape  | 4 oct.  | Alcamo – Agrigente                        | étape vallonnée             | 149           | Diego Ulissi       | Filippo Ganna                |
| 3e étape  | 5 oct.  | Enna – Etna                               | étape de montagne           | 150           | Jonathan Caicedo   | João Almeida                 |
| 4e étape  | 6 oct.  | Catane – Villafranca Tirrena              | étape de plaine             | 140           | Arnaud Démare      | João Almeida                 |
| 5e étape  | 7 oct.  | Mileto – Camigliatello Silano             | étape de moyenne montagne   | 225           | Filippo Ganna      | João Almeida                 |
| 6e étape  | 8 oct.  | Castrovillari – Matera                    | étape de plaine             | 188           | Arnaud Démare      | João Almeida                 |
| 7e étape  | 9 oct.  | Matera – Brindisi                         | étape de plaine             | 143           | Arnaud Démare      | João Almeida                 |
| 8e étape  | 10 oct. | Giovinazzo – Vieste                       | étape de moyenne montagne   | 200           | Alex Dowsett       | João Almeida                 |
| 9e étape  | 11 oct. | San Salvo – Roccaraso                     | étape de montagne           | 207           | Ruben Guerreiro    | João Almeida                 |
|           | 12 oct. | Jour de repos                             | Jour de repos               |               |                    |                              |
| 10e étape | 13 oct. | Lanciano – Tortoreto                      | étape de moyenne montagne   | 177           | Peter Sagan        | João Almeida                 |
| 11e étape | 14 oct. | Porto Sant'Elpidio – Rimini               | étape de plaine             | 182           | Arnaud Démare      | João Almeida                 |
| 12e étape | 15 oct. | Cesenatico – Cesenatico                   | étape de moyenne montagne   | 204           | Jhonatan Narváez   | João Almeida                 |
| 13e étape | 16 oct. | Cervia – Monselice                        | étape vallonnée             | 192           | Diego Ulissi       | João Almeida                 |
| 14e étape | 17 oct. | Conegliano – Valdobbiadene                | contre-la-montre individuel | 34,1          | Filippo Ganna      | João Almeida                 |
| 15e étape | 18 oct. | Aéroport de Rivolto – Piancavallo         | étape de montagne           | 185           | Tao Geoghegan Hart | João Almeida                 |
|           | 19 oct. | Jour de repos                             | Jour de repos               |               |                    |                              |
| 16e étape | 20 oct. | Udine – San Daniele del Friuli            | étape de moyenne montagne   | 229           | Jan Tratnik        | João Almeida                 |
| 17e étape | 21 oct. | Bassano del Grappa – Madonna di Campiglio | étape de montagne           | 203           | Ben O'Connor       | João Almeida                 |
| 18e étape | 22 oct. | Pinzolo – Lacs de Cancano                 | étape de montagne           | 207           | Jai Hindley        | Wilco Kelderman              |
| 19e étape | 23 oct. | Abbiategrasso – Asti                      | étape de plaine             | 124,5         | Josef Černý        | Wilco Kelderman              |
| 20e étape | 24 oct. | Alba – Sestrières                         | étape de montagne           | 190           | Tao Geoghegan Hart | Jai Hindley                  |
| 21e étape | 25 oct. | Cernusco sul Naviglio – Milan             | contre-la-montre individuel | 15,7          | Filippo Ganna      | Tao Geoghegan Hart           |

## Classements

### Classement général final
| \| Classement général \| Classement général \| Classement général \| Classement général \| Classement général \| \| Coureur \| Coureur \| Pays \| Équipe \| Temps \| \| ------------------ \| ---------------------- \| ------------------ \| --------------------- \| ------------------ \| \| 1er \| Tao Geoghegan Hart \| Royaume-Uni \| Ineos Grenadiers \| 85 h 40 min 21 s \| \| 2e \| Jai Hindley \| Australie \| Team Sunweb \| + 39 s \| \| 3e \| Wilco Kelderman \| Pays-Bas \| Team Sunweb \| + 1 min 29 s \| \| 4e \| João Almeida \| Portugal \| Deceuninck-Quick Step \| + 2 min 57 s \| \| 5e \| Pello Bilbao \| Espagne \| Bahrain McLaren \| + 3 min 09 s \| \| 6e \| Jakob Fuglsang \| Danemark \| Astana \| + 7 min 02 s \| \| 7e \| Vincenzo Nibali \| Italie \| Trek-Segafredo \| + 8 min 15 s \| \| 8e \| Patrick Konrad \| Autriche \| Bora-Hansgrohe \| + 8 min 42 s \| \| 9e \| Fausto Masnada \| Italie \| Deceuninck-Quick Step \| + 9 min 57 s \| \| 10e \| Hermann Pernsteiner \| Autriche \| Bahrain McLaren \| + 11 min 05 s \| \| 11e \| Domenico Pozzovivo \| Italie \| NTT Pro Cycling \| + 11 min 52 s \| \| 12e \| Rafał Majka \| Pologne \| Bora-Hansgrohe \| + 20 min 31 s \| \| 13e \| Sergio Samitier \| Espagne \| Movistar Team \| + 35 min 29 s \| \| 14e \| James Knox \| Royaume-Uni \| Deceuninck-Quick Step \| + 37 min 41 s \| \| 15e \| Brandon McNulty \| États-Unis \| UAE Team Emirates \| + 38 min 10 s \| \| 16e \| Aurélien Paret-Peintre \| France \| AG2R La Mondiale \| + 45 min 04 s \| \| 17e \| Lawrence Warbasse \| États-Unis \| AG2R La Mondiale \| + 53 min 25 s \| \| 18e \| Ben Swift \| Royaume-Uni \| Ineos Grenadiers \| + 57 min 36 s \| \| 19e \| Antonio Pedrero \| Espagne \| Movistar Team \| + 59 min 36 s \| \| 20e \| Ben O'Connor \| Australie \| NTT Pro Cycling \| + 1 h 02 min 57 s \| |                        |             |                       |                   |
| |                        |             |                       |                   |
| Source : ProCyclingStats |                        |             |                       |                   |
| Classement général |                        |             |                       |                   |
| Coureur | Coureur                | Pays        | Équipe                | Temps             |
| 1er | Tao Geoghegan Hart     | Royaume-Uni | Ineos Grenadiers      | 85 h 40 min 21 s  |
| 2e | Jai Hindley            | Australie   | Team Sunweb           | + 39 s            |
| 3e | Wilco Kelderman        | Pays-Bas    | Team Sunweb           | + 1 min 29 s      |
| 4e | João Almeida           | Portugal    | Deceuninck-Quick Step | + 2 min 57 s      |
| 5e | Pello Bilbao           | Espagne     | Bahrain McLaren       | + 3 min 09 s      |
| 6e | Jakob Fuglsang         | Danemark    | Astana                | + 7 min 02 s      |
| 7e | Vincenzo Nibali        | Italie      | Trek-Segafredo        | + 8 min 15 s      |
| 8e | Patrick Konrad         | Autriche    | Bora-Hansgrohe        | + 8 min 42 s      |
| 9e | Fausto Masnada         | Italie      | Deceuninck-Quick Step | + 9 min 57 s      |
| 10e | Hermann Pernsteiner    | Autriche    | Bahrain McLaren       | + 11 min 05 s     |
| 11e | Domenico Pozzovivo     | Italie      | NTT Pro Cycling       | + 11 min 52 s     |
| 12e | Rafał Majka            | Pologne     | Bora-Hansgrohe        | + 20 min 31 s     |
| 13e | Sergio Samitier        | Espagne     | Movistar Team         | + 35 min 29 s     |
| 14e | James Knox             | Royaume-Uni | Deceuninck-Quick Step | + 37 min 41 s     |
| 15e | Brandon McNulty        | États-Unis  | UAE Team Emirates     | + 38 min 10 s     |
| 16e | Aurélien Paret-Peintre | France      | AG2R La Mondiale      | + 45 min 04 s     |
| 17e | Lawrence Warbasse      | États-Unis  | AG2R La Mondiale      | + 53 min 25 s     |
| 18e | Ben Swift              | Royaume-Uni | Ineos Grenadiers      | + 57 min 36 s     |
| 19e | Antonio Pedrero        | Espagne     | Movistar Team         | + 59 min 36 s     |
| 20e | Ben O'Connor           | Australie   | NTT Pro Cycling       | + 1 h 02 min 57 s |

### Classements annexes finals
| Classement par points | Classement par points | Classement par points | Classement par points       | Classement par points |
| Coureur               | Coureur               | Pays                  | Équipe                      | Points                |
| --------------------- | --------------------- | --------------------- | --------------------------- | --------------------- |
| 1er                   | Arnaud Démare         | France                | Groupama-FDJ                | 233 pts               |
| 2e                    | Peter Sagan           | Slovaquie             | Bora-Hansgrohe              | 184 pts               |
| 3e                    | João Almeida          | Portugal              | Deceuninck-Quick Step       | 108 pts               |
| 4e                    | Filippo Ganna         | Italie                | Ineos Grenadiers            | 87 pts                |
| 5e                    | Josef Černý           | Tchéquie              | CCC Team                    | 78 pts                |
| 6e                    | Andrea Vendrame       | Italie                | AG2R La Mondiale            | 78 pts                |
| 7e                    | Diego Ulissi          | Italie                | UAE Team Emirates           | 77 pts                |
| 8e                    | Simon Pellaud         | Suisse                | Androni Giocattoli-Sidermec | 70 pts                |
| 9e                    | Tao Geoghegan Hart    | Royaume-Uni           | Ineos Grenadiers            | 66 pts                |
| 10e                   | Patrick Konrad        | Autriche              | Bora-Hansgrohe              | 61 pts                |

| Classement par points | Classement par points | Classement par points | Classement par points       | Classement par points |
| Coureur               | Coureur               | Pays                  | Équipe                      | Points                |
| --------------------- | --------------------- | --------------------- | --------------------------- | --------------------- |
| 1er                   | Arnaud Démare         | France                | Groupama-FDJ                | 233 pts               |
| 2e                    | Peter Sagan           | Slovaquie             | Bora-Hansgrohe              | 184 pts               |
| 3e                    | João Almeida          | Portugal              | Deceuninck-Quick Step       | 108 pts               |
| 4e                    | Filippo Ganna         | Italie                | Ineos Grenadiers            | 87 pts                |
| 5e                    | Josef Černý           | Tchéquie              | CCC Team                    | 78 pts                |
| 6e                    | Andrea Vendrame       | Italie                | AG2R La Mondiale            | 78 pts                |
| 7e                    | Diego Ulissi          | Italie                | UAE Team Emirates           | 77 pts                |
| 8e                    | Simon Pellaud         | Suisse                | Androni Giocattoli-Sidermec | 70 pts                |
| 9e                    | Tao Geoghegan Hart    | Royaume-Uni           | Ineos Grenadiers            | 66 pts                |
| 10e                   | Patrick Konrad        | Autriche              | Bora-Hansgrohe              | 61 pts                |

| Classement de la montagne | Classement de la montagne | Classement de la montagne | Classement de la montagne | Classement de la montagne |
| Coureur                   | Coureur                   | Pays                      | Équipe                    | Points                    |
| ------------------------- | ------------------------- | ------------------------- | ------------------------- | ------------------------- |
| 1er                       | Ruben Guerreiro           | Portugal                  | EF Pro Cycling            | 234 pts                   |
| 2e                        | Tao Geoghegan Hart        | Royaume-Uni               | Ineos Grenadiers          | 157 pts                   |
| 3e                        | Thomas De Gendt           | Belgique                  | Lotto-Soudal              | 122 pts                   |
| 4e                        | Rohan Dennis              | Australie                 | Ineos Grenadiers          | 119 pts                   |
| 5e                        | Ben O'Connor              | Australie                 | NTT Pro Cycling           | 71 pts                    |
| 6e                        | Jai Hindley               | Australie                 | Team Sunweb               | 71 pts                    |
| 7e                        | Wilco Kelderman           | Pays-Bas                  | Team Sunweb               | 55 pts                    |
| 8e                        | Filippo Ganna             | Italie                    | Ineos Grenadiers          | 48 pts                    |
| 9e                        | Jonathan Castroviejo      | Espagne                   | Ineos Grenadiers          | 45 pts                    |
| 10e                       | Einer Rubio               | Colombie                  | Movistar Team             | 44 pts                    |

| Classement de la montagne | Classement de la montagne | Classement de la montagne | Classement de la montagne | Classement de la montagne |
| Coureur                   | Coureur                   | Pays                      | Équipe                    | Points                    |
| ------------------------- | ------------------------- | ------------------------- | ------------------------- | ------------------------- |
| 1er                       | Ruben Guerreiro           | Portugal                  | EF Pro Cycling            | 234 pts                   |
| 2e                        | Tao Geoghegan Hart        | Royaume-Uni               | Ineos Grenadiers          | 157 pts                   |
| 3e                        | Thomas De Gendt           | Belgique                  | Lotto-Soudal              | 122 pts                   |
| 4e                        | Rohan Dennis              | Australie                 | Ineos Grenadiers          | 119 pts                   |
| 5e                        | Ben O'Connor              | Australie                 | NTT Pro Cycling           | 71 pts                    |
| 6e                        | Jai Hindley               | Australie                 | Team Sunweb               | 71 pts                    |
| 7e                        | Wilco Kelderman           | Pays-Bas                  | Team Sunweb               | 55 pts                    |
| 8e                        | Filippo Ganna             | Italie                    | Ineos Grenadiers          | 48 pts                    |
| 9e                        | Jonathan Castroviejo      | Espagne                   | Ineos Grenadiers          | 45 pts                    |
| 10e                       | Einer Rubio               | Colombie                  | Movistar Team             | 44 pts                    |

| Classement du meilleur jeune | Classement du meilleur jeune | Classement du meilleur jeune | Classement du meilleur jeune | Classement du meilleur jeune |
| Coureur                      | Coureur                      | Pays                         | Équipe                       | Temps                        |
| ---------------------------- | ---------------------------- | ---------------------------- | ---------------------------- | ---------------------------- |
| 1er                          | Tao Geoghegan Hart           | Royaume-Uni                  | Ineos Grenadiers             | 85 h 40 min 21 s             |
| 2e                           | Jai Hindley                  | Australie                    | Team Sunweb                  | + 39 s                       |
| 3e                           | João Almeida                 | Portugal                     | Deceuninck-Quick Step        | + 2 min 57 s                 |
| 4e                           | Sergio Samitier              | Espagne                      | Movistar Team                | + 35 min 29 s                |
| 5e                           | James Knox                   | Royaume-Uni                  | Deceuninck-Quick Step        | + 37 min 41 s                |
| 6e                           | Brandon McNulty              | États-Unis                   | UAE Team Emirates            | + 38 min 10 s                |
| 7e                           | Aurélien Paret-Peintre       | France                       | AG2R La Mondiale             | + 45 min 04 s                |
| 8e                           | Ben O'Connor                 | Australie                    | NTT Pro Cycling              | + 1 h 02 min 57 s            |
| 9e                           | Sam Oomen                    | Pays-Bas                     | Team Sunweb                  | + 1 h 03 min 46 s            |
| 10e                          | Matteo Fabbro                | Italie                       | Bora-Hansgrohe               | + 1 h 13 min 49 s            |

| Classement du meilleur jeune | Classement du meilleur jeune | Classement du meilleur jeune | Classement du meilleur jeune | Classement du meilleur jeune |
| Coureur                      | Coureur                      | Pays                         | Équipe                       | Temps                        |
| ---------------------------- | ---------------------------- | ---------------------------- | ---------------------------- | ---------------------------- |
| 1er                          | Tao Geoghegan Hart           | Royaume-Uni                  | Ineos Grenadiers             | 85 h 40 min 21 s             |
| 2e                           | Jai Hindley                  | Australie                    | Team Sunweb                  | + 39 s                       |
| 3e                           | João Almeida                 | Portugal                     | Deceuninck-Quick Step        | + 2 min 57 s                 |
| 4e                           | Sergio Samitier              | Espagne                      | Movistar Team                | + 35 min 29 s                |
| 5e                           | James Knox                   | Royaume-Uni                  | Deceuninck-Quick Step        | + 37 min 41 s                |
| 6e                           | Brandon McNulty              | États-Unis                   | UAE Team Emirates            | + 38 min 10 s                |
| 7e                           | Aurélien Paret-Peintre       | France                       | AG2R La Mondiale             | + 45 min 04 s                |
| 8e                           | Ben O'Connor                 | Australie                    | NTT Pro Cycling              | + 1 h 02 min 57 s            |
| 9e                           | Sam Oomen                    | Pays-Bas                     | Team Sunweb                  | + 1 h 03 min 46 s            |
| 10e                          | Matteo Fabbro                | Italie                       | Bora-Hansgrohe               | + 1 h 13 min 49 s            |

| Classement par équipes | Classement par équipes | Classement par équipes | Classement par équipes |
| Équipe                 | Équipe                 | Pays                   | Temps                  |
| ---------------------- | ---------------------- | ---------------------- | ---------------------- |
| 1re                    | Ineos Grenadiers       | Royaume-Uni            | 257 h 15 min 58 s      |
| 2e                     | Deceuninck-Quick Step  | Belgique               | + 22 min 32 s          |
| 3e                     | Team Sunweb            | Allemagne              | + 28 min 50 s          |
| 4e                     | Bahrain McLaren        | Bahreïn                | + 32 min 50 s          |
| 5e                     | Bora-Hansgrohe         | Allemagne              | + 1 h 12 min 34 s      |
| 6e                     | NTT Pro Cycling        | Afrique du Sud         | + 1 h 49 min 59 s      |
| 7e                     | AG2R La Mondiale       | France                 | + 2 h 04 min 38 s      |
| 8e                     | Movistar Team          | Espagne                | + 2 h 08 min 26 s      |
| 9e                     | Astana                 | Kazakhstan             | + 2 h 29 min 44 s      |
| 10e                    | Trek-Segafredo         | États-Unis             | + 2 h 42 min 36 s      |

| Classement par équipes | Classement par équipes | Classement par équipes | Classement par équipes |
| Équipe                 | Équipe                 | Pays                   | Temps                  |
| ---------------------- | ---------------------- | ---------------------- | ---------------------- |
| 1re                    | Ineos Grenadiers       | Royaume-Uni            | 257 h 15 min 58 s      |
| 2e                     | Deceuninck-Quick Step  | Belgique               | + 22 min 32 s          |
| 3e                     | Team Sunweb            | Allemagne              | + 28 min 50 s          |
| 4e                     | Bahrain McLaren        | Bahreïn                | + 32 min 50 s          |
| 5e                     | Bora-Hansgrohe         | Allemagne              | + 1 h 12 min 34 s      |
| 6e                     | NTT Pro Cycling        | Afrique du Sud         | + 1 h 49 min 59 s      |
| 7e                     | AG2R La Mondiale       | France                 | + 2 h 04 min 38 s      |
| 8e                     | Movistar Team          | Espagne                | + 2 h 08 min 26 s      |
| 9e                     | Astana                 | Kazakhstan             | + 2 h 29 min 44 s      |
| 10e                    | Trek-Segafredo         | États-Unis             | + 2 h 42 min 36 s      |

#### Autres classements
- Classement des sprints intermédiaires[27] :  Simon Pellaud (78 points)
- Classement de la combativité :  Thomas De Gendt (55 points)
- Classement Fuga Pinarello[28] :  Mattia Bais (458 points)
- Cima Coppi :  Rohan Dennis
- Cima Pantani :  Tao Geoghegan Hart
- Classement du fair-play : Groupama-FDJ

### Classements UCI
La course attribue des points au Classement mondial UCI 2020 selon le barème suivant :
| Position                   | 1er | 2e  | 3e  | 4e  | 5e  | 6e  | 7e  | 8e  | 9e  | 10e | 11e | 12e | 13e | 14e | 15e | 16e | 17e | 18e | 19e | 20e | 21e à 25e | 26e à 30e | 31e à 40e | 41e à 50e | 51e à 55e | 56e à 60e |
| -------------------------- | --- | --- | --- | --- | --- | --- | --- | --- | --- | --- | --- | --- | --- | --- | --- | --- | --- | --- | --- | --- | --------- | --------- | --------- | --------- | --------- | --------- |
| Classement général         | 850 | 680 | 575 | 460 | 380 | 320 | 260 | 220 | 180 | 140 | 120 | 100 | 84  | 68  | 60  | 56  | 52  | 48  | 44  | 40  | 32        | 24        | 20        | 16        | 12        | 8         |
| Par étapes                 | 100 | 40  | 20  | 12  | 4   |     |     |     |     |     |     |     |     |     |     |     |     |     |     |     |           |           |           |           |           |           |
| Classements finaux annexes | 100 | 40  | 20  |     |     |     |     |     |     |     |     |     |     |     |     |     |     |     |     |     |           |           |           |           |           |           |
| Leader par étapes          | 20  |     |     |     |     |     |     |     |     |     |     |     |     |     |     |     |     |     |     |     |           |           |           |           |           |           |

#### Points gagnés à l'issue de la course
| Rang | Coureur            | Équipe                | Général | Etape | Leader | Annexe | Total |
| ---- | ------------------ | --------------------- | ------- | ----- | ------ | ------ | ----- |
| 1er  | Tao Geoghegan Hart | Ineos                 | 850     | 250   | 0      | 40     | 1142  |
| 2e   | João Almeida       | Deceuninck-Quick Step | 460     | 156   | 300    | 20     | 936   |
| 3e   | Jai Hindley        | Sunweb                | 680     | 164   | 20     | 0      | 864   |
| 4e   | Wilco Kelderman    | Sunweb                | 575     | 68    | 40     | 0      | 683   |
| 5e   | Arnaud Démare      | Groupama-FDJ          | 0       | 400   | 0      | 100    | 500   |
| 6e   | Filippo Ganna      | Ineos                 | 0       | 400   | 40     | 0      | 480   |
| 7e   | Peio Bilbao        | Bahrain-McLaren       | 380     | 20    | 0      | 0      | 400   |
| 8e   | Jakob Fuglsang     | Astana                | 320     | 16    | 0      | 0      | 336   |
| 9e   | Peter Sagan        | Bora-Hansgrohe        | 0       | 260   | 0      | 40     | 300   |
| 10e  | Patrick Konrad     | Bora-Hansgrohe        | 220     | 60    | 0      | 0      | 280   |

#### Classements mondiaux à l'issue de la course
| Rang | Coureur              | Équipe                | Points  |
| ---- | -------------------- | --------------------- | ------- |
| 1er  | Tadej Pogačar        | UAE Emirates          | 3970    |
| 2e   | Primož Roglič        | Jumbo-Visma           | 3945    |
| 3e   | Wout van Aert        | Jumbo-Visma           | 2700    |
| 4e   | Jakob Fuglsang       | Astana                | 2157,5  |
| 5e   | Mathieu van der Poel | Alpecin-Fenix         | 2040    |
| 6e   | Julian Alaphilippe   | Deceuninck-Quick Step | 1795,83 |
| 7e   | Richie Porte         | Trek Segafredo        | 1733    |
| 8e   | Diego Ulissi         | UAE Emirates          | 1671    |
| 9e   | Wilco Kelderman      | Sunweb                | 1594,5  |
| 10e  | Arnaud Démare        | Groupama-FDJ          | 1550    |

| Rang | Équipe                | Points  |
| ---- | --------------------- | ------- |
| 1er  | Deceuninck-Quick Step | 9736,16 |
| 2e   | Jumbo-Visma           | 8321    |
| 3e   | UAE Emirates          | 8279    |
| 4e   | Sunweb                | 7582,71 |
| 5e   | Ineos                 | 6739,33 |
| 6e   | Trek-Segafredo        | 6591    |
| 7e   | Astana                | 6310    |
| 8e   | Bora-Hansgrohe        | 6296,5  |
| 9e   | Groupama-FDJ          | 5069    |
| 10e  | Mitchelton-Scott      | 4934    |

## Gains par équipes
Les gains cumulés par équipes lors du Tour d'Italie 2020 sont répertoriés dans le tableau ci-dessous.
| Rang | Équipe                      | Pays                | Gains     | Meilleur classement général | Victoire(s) d'étape | Maillot rose (jours) | Classements annexes                                                            |
| ---- | --------------------------- | ------------------- | --------- | --------------------------- | ------------------- | -------------------- | ------------------------------------------------------------------------------ |
| 1er  | Ineos                       | Royaume-Uni         | 430 693 € | 1er                         | 7                   | 3                    | Classement du meilleur jeune Classement par équipes Cima Coppi et Cima Pantani |
| 2e   | Sunweb                      | Allemagne           | 278 093 € | 2e                          | 1                   | 3                    | -                                                                              |
| 3e   | Deceuninck-Quick Step       | Belgique            | 145 507 € | 4e                          | 0                   | 15                   | -                                                                              |
| 4e   | Bora-Hansgrohe              | Allemagne           | 80 869 €  | 8e                          | 1                   | 0                    | -                                                                              |
| 5e   | Groupama-FDJ                | France              | 75 824 €  | 77e                         | 4                   | 0                    | Classement par points Classement du fair-play                                  |
| 6e   | Barhain-McLaren             | Bahreïn             | 66 324 €  | 5e                          | 1                   | 0                    | -                                                                              |
| 7e   | UAE Emirates                | Émirats arabes unis | 49 920 €  | 15e                         | 2                   | 0                    | -                                                                              |
| 8e   | EF Pro Cycling              | États-Unis          | 49 536 €  | 32e                         | 2                   | 0                    | Classement de la montagne                                                      |
| 9e   | NTT                         | Afrique du Sud      | 42 883 €  | 11e                         | 1                   | 0                    | -                                                                              |
| 10e  | Lotto-Soudal                | Belgique            | 30 995 €  | 41e                         | 0                   | 0                    | Classement de la combativité                                                   |
| 11e  | CCC Team                    | Pologne             | 27 510 €  | 22e                         | 1                   | 0                    | -                                                                              |
| 12e  | Androni Giocattoli-Sidermec | Italie              | 24 607 €  | 71e                         | 0                   | 0                    | Classement des sprints intermédiaires Classement Fuga Pinarello                |
| 13e  | Astana                      | Kazakhstan          | 24 333 €  | 6e                          | 0                   | 0                    | -                                                                              |
| 14e  | Trek-Segafredo              | États-Unis          | 23 333 €  | 7e                          | 0                   | 0                    | -                                                                              |
| 15e  | Israel Start-Up Nation      | Israël              | 20 826 €  | 48e                         | 1                   | 0                    | -                                                                              |
| 16e  | Vini Zabù-KTM               | Italie              | 16 538 €  | 88e                         | 0                   | 0                    | -                                                                              |
| 17e  | Movistar                    | Espagne             | 16 238 €  | 13e                         | 0                   | 0                    | -                                                                              |
| 18e  | AG2R La Mondiale            | France              | 15 293 €  | 16e                         | 0                   | 0                    | -                                                                              |
| 19e  | Cofidis                     | France              | 5 187 €   | 44e                         | 0                   | 0                    | -                                                                              |
| 20e  | Bardiani CSF Faizanè        | Italie              | 3 809 €   | 51e                         | 0                   | 0                    | -                                                                              |
| 21e  | Mitchelton-Scott            | Australie           | 3 684 €   | -                           | 0                   | 0                    | -                                                                              |
| 22e  | Jumbo-Visma                 | Pays-Bas            | 3 158 €   | -                           | 0                   | 0                    | -                                                                              |

## Évolution des classements

### Règlements
Le classement général, dont le leader porte le maillot rose, s'établit en additionnant les temps réalisés à chaque étape, puis en ôtant d'éventuelles bonifications (10, 6 et 4 secondes à l'arrivée des étapes en ligne et 3, 2 et 1 secondes au second sprint intermédiaire de chaque étape). En cas d'égalité, les critères de départage, dans l'ordre, sont : centièmes de seconde enregistrés lors des contre-la-montre, addition des places obtenues lors de chaque étape, place obtenue lors de la dernière étape. Ce classement est le plus important de la course et le gagnant est le vainqueur du Giro.
Le classement par points, dont le leader porte le maillot cyclamen, est l'addition des points attribués à l'arrivée des étapes et au premier sprint intermédiaire de chaque étape en ligne. Comme c'est le cas depuis 2014, la répartition des points est différente selon le type d'étape. Ainsi, le classement par points est établi en fonction du barème suivant :
- Pour les arrivées des étapes dites « sans difficulté » ou de « basse difficulté » : 50, 35, 25, 18, 14, 12, 10, 8, 7, 6, 5, 4, 3, 2 et 1 point(s) pour les 15 premiers coureurs classés ;
- Pour les arrivées des étapes dites de « moyenne difficulté » : 25, 18, 12, 8, 6, 5, 4, 3, 2, 1 point(s) pour les 10 premiers coureurs classés ;
- Pour les arrivées des étapes dites de « haute montagne » et les contre-la-montre individuels : 15, 12, 9, 7, 6, 5, 4, 3, 2 et 1 point(s) pour les 10 premiers coureurs classés ;
- Pour les sprints intermédiaires : 12, 8, 6, 5, 4, 3, 2 et 1 point(s) pour les 8 premiers coureurs classés.

En cas d'égalité de points, les critères de départage, dans l'ordre, sont : nombre de victoires d'étape, nombre de sprints intermédiaires, classement général.
Le classement de la montagne, dont le leader porte le maillot bleu, change dans la répartition des points. Le nombre de catégories reste le même. Ainsi, le classement par points est établi en fonction du barème suivant :
- Pour l'ascension dite Cima Coppi : 50, 30, 20, 14, 10, 6, 4, 2 et 1 point pour les 9 premiers coureurs classés ;
- Pour les ascensions de 1re catégorie : 40, 18, 12, 9, 6, 4, 2 et 1 point pour les 8 premiers coureurs classés ;
- Pour les ascensions de 2e catégorie : 18, 8, 6, 4, 2 et 1 point pour les 6 premiers coureurs classés ;
- Pour les ascensions de 3e catégorie : 9, 4, 2 et 1 point pour les 4 premiers coureurs classés ;
- Pour les ascensions de 4e catégorie : 3, 2 et 1 point pour les 3 premiers coureurs classés.

En cas d'égalité de points, les critères de départage, dans l'ordre, sont : nombre de premières places dans la Cima Coppi, les ascensions de 1re, de 2e, de 3e, puis de 4e catégorie, et le classement général.
Le classement du meilleur jeune, dont le leader porte le maillot blanc, est le classement général des coureurs nés après le 1er janvier 1995.
Il existe également un classement pour les équipes. Le classement par équipes de l'étape est l'addition des trois meilleurs temps individuels de chaque équipe, sauf lors du contre-la-montre par équipes, où l'on prend le temps de l'équipe. En cas d'égalité, les critères de départage, dans l'ordre, sont : addition des places des 3 premiers coureurs des équipes concernées, place du meilleur coureur sur l'étape. Calculer le classement par équipes revient à additionner les classements par équipes de chaque étape. En cas d'égalité, les critères de départage, dans l'ordre, sont : nombre de premières places dans le classement par équipes du jour, nombre de deuxièmes places dans le classement par équipes du jour, etc., place au classement général du meilleur coureur des équipes concernées.

### Suivi étape par étape
| Étape              | Vainqueur          | Classement général | Classement par points | Classement de la montagne | Classement du meilleur jeune | Classement par équipes |
| ------------------ | ------------------ | ------------------ | --------------------- | ------------------------- | ---------------------------- | ---------------------- |
| 1                  | Filippo Ganna      | Filippo Ganna      | Filippo Ganna         | Rick Zabel                | Filippo Ganna                | Ineos Grenadiers       |
| 2                  | Diego Ulissi       | Filippo Ganna      | Diego Ulissi          | Peter Sagan               | Filippo Ganna                | Ineos Grenadiers       |
| 3                  | Jonathan Caicedo   | João Almeida       | Diego Ulissi          | Jonathan Caicedo          | João Almeida                 | Deceuninck-Quick Step  |
| 4                  | Arnaud Démare      | João Almeida       | Peter Sagan           | Jonathan Caicedo          | João Almeida                 | Deceuninck-Quick Step  |
| 5                  | Filippo Ganna      | João Almeida       | Peter Sagan           | Filippo Ganna             | João Almeida                 | Deceuninck-Quick Step  |
| 6                  | Arnaud Démare      | João Almeida       | Arnaud Démare         | Filippo Ganna             | João Almeida                 | Deceuninck-Quick Step  |
| 7                  | Arnaud Démare      | João Almeida       | Arnaud Démare         | Filippo Ganna             | João Almeida                 | Deceuninck-Quick Step  |
| 8                  | Alex Dowsett       | João Almeida       | Arnaud Démare         | Filippo Ganna             | João Almeida                 | Ineos Grenadiers       |
| 9                  | Ruben Guerreiro    | João Almeida       | Arnaud Démare         | Ruben Guerreiro           | João Almeida                 | Ineos Grenadiers       |
| 10                 | Peter Sagan        | João Almeida       | Arnaud Démare         | Ruben Guerreiro           | João Almeida                 | Ineos Grenadiers       |
| 11                 | Arnaud Démare      | João Almeida       | Arnaud Démare         | Ruben Guerreiro           | João Almeida                 | Ineos Grenadiers       |
| 12                 | Jhonatan Narváez   | João Almeida       | Arnaud Démare         | Ruben Guerreiro           | João Almeida                 | Ineos Grenadiers       |
| 13                 | Diego Ulissi       | João Almeida       | Arnaud Démare         | Ruben Guerreiro           | João Almeida                 | Ineos Grenadiers       |
| 14                 | Filippo Ganna      | João Almeida       | Arnaud Démare         | Ruben Guerreiro           | João Almeida                 | Ineos Grenadiers       |
| 15                 | Tao Geoghegan Hart | João Almeida       | Arnaud Démare         | Giovanni Visconti         | João Almeida                 | Ineos Grenadiers       |
| 16                 | Jan Tratnik        | João Almeida       | Arnaud Démare         | Giovanni Visconti         | João Almeida                 | Ineos Grenadiers       |
| 17                 | Ben O'Connor       | João Almeida       | Arnaud Démare         | Ruben Guerreiro           | João Almeida                 | Ineos Grenadiers       |
| 18                 | Jai Hindley        | Wilco Kelderman    | Arnaud Démare         | Ruben Guerreiro           | Jai Hindley                  | Ineos Grenadiers       |
| 19                 | Josef Černý        | Wilco Kelderman    | Arnaud Démare         | Ruben Guerreiro           | Jai Hindley                  | Ineos Grenadiers       |
| 20                 | Tao Geoghegan Hart | Jai Hindley        | Arnaud Démare         | Ruben Guerreiro           | Jai Hindley                  | Ineos Grenadiers       |
| 21                 | Filippo Ganna      | Tao Geoghegan Hart | Arnaud Démare         | Ruben Guerreiro           | Tao Geoghegan Hart           | Ineos Grenadiers       |
| Classements finals | Classements finals | Tao Geoghegan Hart | Arnaud Démare         | Ruben Guerreiro           | Tao Geoghegan Hart           | Ineos Grenadiers       |

## Médiatisation
En France, la course est retransmise pour la quatrième année consécutive sur les chaîne L'Équipe.

## Liste des participants
| Légende                             | Légende                                                                                                  | Légende                                | Légende                                                                                         |
| ----------------------------------- | --- | -------------------------------------- | ----------------------------------------------------------------------------------------------- |
| Num                                 | Dossard de départ porté par le coureur sur ce Tour d'Italie                                              | Pos                                    | Position finale au classement général                                                           |
| Leader du classement général        | Indique le vainqueur du classement général                                                               | Leader du classement par points        | Indique le vainqueur du classement par points                                                   |
| Leader du classement de la montagne | Indique le vainqueur du classement de la montagne                                                        | Leader du classement du meilleur jeune | Indique le vainqueur du classement du meilleur jeune                                            |
|                                     | Indique un maillot de champion national ou mondial, suivi de sa spécialité                               | #                                      | Indique la meilleure équipe aux temps                                                           |
| NP                                  | Indique un coureur qui n'a pas pris le départ d'une étape, suivi du numéro de l'étape où il s'est retiré | AB                                     | Indique un coureur qui n'a pas terminé une étape, suivi du numéro de l'étape où il s'est retiré |
| HD                                  | Indique un coureur qui a terminé une étape hors des délais, suivi du numéro de l'étape                   | EX                                     | Coureur exclu pour non-respect du règlement, suivi du numéro de l'étape                         |
| *                                   | Indique un coureur en lice pour le classement du meilleur jeune (coureurs nés après le 1er janvier 1995) |                                        |                                                                                                 |

| AG2R La Mondiale ALM | AG2R La Mondiale ALM         | AG2R La Mondiale ALM |
| -------------------- | ---------------------------- | -------------------- |
| Num                  | Coureur                      | Pos                  |
| 1                    | Tony Gallopin (FRA)          | NP-8                 |
| 2                    | François Bidard (FRA)        | 39e                  |
| 3                    | Geoffrey Bouchard (FRA)      | 55e                  |
| 4                    | Ben Gastauer (LUX)           | AB-8                 |
| 5                    | Jaakko Hänninen (FIN)        | 73e                  |
| 6                    | Aurélien Paret-Peintre (FRA) | 16e                  |
| 7                    | Andrea Vendrame (ITA)        | 50e                  |
| 8                    | Lawrence Warbasse (USA)      | 17e                  |

| Androni Giocattoli-Sidermec ANS | Androni Giocattoli-Sidermec ANS     | Androni Giocattoli-Sidermec ANS |
| ------------------------------- | ----------------------------------- | ------------------------------- |
| Num                             | Coureur                             | Pos                             |
| 11                              | Mattia Bais (ITA)                   | 102e                            |
| 12                              | Alessandro Bisolti (ITA)            | 90e                             |
| 13                              | Alexander Cepeda (ECU)              | 78e                             |
| 14                              | Luca Chirico (ITA)                  | 85e                             |
| 15                              | Simon Pellaud (SUI)                 | 71e                             |
| 16                              | Simone Ravanelli (ITA)              | 74e                             |
| 17                              | Jhonatan Restrepo (COL)             | 103e                            |
| 18                              | Josip Rumac (CRO) (route et chrono) | 99e                             |

| Astana AST | Astana AST                         | Astana AST |
| ---------- | ---------------------------------- | ---------- |
| Num        | Coureur                            | Pos        |
| 21         | Jakob Fuglsang (DEN)               | 6e         |
| 22         | Manuele Boaro (ITA)                | AB-18      |
| 23         | Rodrigo Contreras (COL)            | 110e       |
| 24         | Fabio Felline (ITA)                | 25e        |
| 25         | Jonas Gregaard Wilsly (DEN)        | 53e        |
| 26         | Miguel Ángel López (COL)           | AB-1       |
| 27         | Óscar Rodríguez Garaicoechea (ESP) | 45e        |
| 28         | Aleksandr Vlasov (RUS)             | AB-2       |

| Bahrain McLaren TBM | Bahrain McLaren TBM         | Bahrain McLaren TBM |
| ------------------- | --------------------------- | ------------------- |
| Num                 | Coureur                     | Pos                 |
| 31                  | Yukiya Arashiro (JPN)       | 89e                 |
| 32                  | Enrico Battaglin (ITA)      | 46e                 |
| 33                  | Pello Bilbao (ESP) (chrono) | 5e                  |
| 34                  | Eros Capecchi (ITA)         | 87e                 |
| 35                  | Domen Novak (SLO)           | 59e                 |
| 36                  | Mark Padun (UKR)            | 70e                 |
| 37                  | Hermann Pernsteiner (AUT)   | 10e                 |
| 38                  | Jan Tratnik (SLO)           | 62e                 |

| Bardiani CSF Faizanè BCF | Bardiani CSF Faizanè BCF | Bardiani CSF Faizanè BCF |
| ------------------------ | ------------------------ | ------------------------ |
| Num                      | Coureur                  | Pos                      |
| 41                       | Giovanni Carboni (ITA)   | 82e                      |
| 42                       | Luca Covili (ITA)        | HD-1                     |
| 43                       | Filippo Fiorelli (ITA)   | 109e                     |
| 44                       | Giovanni Lonardi (ITA)   | 125e                     |
| 45                       | Fabio Mazzucco (ITA)     | 129e                     |
| 46                       | Francesco Romano (ITA)   | 91e                      |
| 47                       | Alessandro Tonelli (ITA) | 51e                      |
| 48                       | Filippo Zana (ITA)       | 100e                     |

| Bora-Hansgrohe BOH | Bora-Hansgrohe BOH     | Bora-Hansgrohe BOH |
| ------------------ | ---------------------- | ------------------ |
| Num                | Coureur                | Pos                |
| 51                 | Peter Sagan (SVK)      | 92e                |
| 52                 | Cesare Benedetti (ITA) | 94e                |
| 53                 | Maciej Bodnar (POL)    | 107e               |
| 54                 | Matteo Fabbro (ITA)    | 23e                |
| 55                 | Patrick Gamper (AUT)   | NP-8               |
| 56                 | Patrick Konrad (AUT)   | 8e                 |
| 57                 | Rafał Majka (POL)      | 12e                |
| 58                 | Paweł Poljański (POL)  | 67e                |

| CCC Team CCC | CCC Team CCC                | CCC Team CCC |
| ------------ | --------------------------- | ------------ |
| Num          | Coureur                     | Pos          |
| 61           | Ilnur Zakarin (RUS)         | 22e          |
| 62           | Josef Černý (CZE) (chrono)  | 86e          |
| 63           | Víctor de la Parte (ESP)    | 34e          |
| 64           | Kamil Gradek (POL) (chrono) | 104e         |
| 65           | Pavel Kochetkov (RUS)       | AB-9         |
| 66           | Kamil Małecki (POL)         | 68e          |
| 67           | Joey Rosskopf (USA)         | 64e          |
| 68           | Attila Valter (HUN)         | 27e          |

| Cofidis COF | Cofidis COF              | Cofidis COF |
| ----------- | ------------------------ | ----------- |
| Num         | Coureur                  | Pos         |
| 71          | Elia Viviani (ITA)       | 112e        |
| 72          | Simone Consonni (ITA)    | 115e        |
| 73          | Nicolas Edet (FRA)       | AB-15       |
| 74          | Nathan Haas (AUS)        | 119e        |
| 75          | Jesper Hansen (DEN)      | 44e         |
| 76          | Mathias Le Turnier (FRA) | 80e         |
| 77          | Marco Mathis (GER)       | 130e        |
| 78          | Stéphane Rossetto (FRA)  | 63e         |

| Deceuninck-Quick Step DQT | Deceuninck-Quick Step DQT | Deceuninck-Quick Step DQT |
| ------------------------- | ------------------------- | ------------------------- |
| Num                       | Coureur                   | Pos                       |
| 81                        | João Almeida (POR)        | 4e                        |
| 82                        | Davide Ballerini (ITA)    | 72e                       |
| 83                        | Álvaro Hodeg (COL)        | 131e                      |
| 84                        | Mikkel Honoré (DEN)       | 30e                       |
| 85                        | Iljo Keisse (BEL)         | 122e                      |
| 86                        | James Knox (GBR)          | 14e                       |
| 87                        | Fausto Masnada (ITA)      | 9e                        |
| 88                        | Pieter Serry (BEL)        | 28e                       |

| EF Pro Cycling EF1 | EF Pro Cycling EF1     | EF Pro Cycling EF1 |
| ------------------ | ---------------------- | ------------------ |
| Num                | Coureur                | Pos                |
| 91                 | Sean Bennett (USA)     | NP-8               |
| 92                 | Jonathan Caicedo (ECU) | 65e                |
| 93                 | Simon Clarke (AUS)     | 75e                |
| 94                 | Lawson Craddock (USA)  | NP-10              |
| 95                 | Ruben Guerreiro (POR)  | 33e                |
| 96                 | Tanel Kangert (EST)    | 32e                |
| 97                 | Lachlan Morton (AUS)   | 111e               |
| 98                 | James Whelan (AUS)     | 105e               |

| Groupama-FDJ GFC | Groupama-FDJ GFC            | Groupama-FDJ GFC |
| ---------------- | --------------------------- | ---------------- |
| Num              | Coureur                     | Pos              |
| 101              | Arnaud Démare (FRA) (route) | 121e             |
| 102              | Kilian Frankiny (SUI)       | 77e              |
| 103              | Jacopo Guarnieri (ITA)      | 128e             |
| 104              | Simon Guglielmi (FRA)       | 116e             |
| 105              | Ignatas Konovalovas (LTU)   | 124e             |
| 106              | Miles Scotson (AUS)         | 113e             |
| 107              | Ramon Sinkeldam (NED)       | AB-10            |
| 109              | Benjamin Thomas (FRA)       | AB-5             |

| Israel Start-Up Nation ISN | Israel Start-Up Nation ISN      | Israel Start-Up Nation ISN |
| -------------------------- | ------------------------------- | -------------------------- |
| Num                        | Coureur                         | Pos                        |
| 111                        | Rudy Barbier (FRA)              | NP-9                       |
| 112                        | Matthias Brändle (AUT) (chrono) | 126e                       |
| 113                        | Alexander Cataford (CAN)        | AB-12                      |
| 114                        | Davide Cimolai (ITA)            | 118e                       |
| 115                        | Alex Dowsett (GBR) (chrono)     | 120e                       |
| 116                        | Daniel Navarro (ESP)            | 48e                        |
| 117                        | Guy Sagiv (ISR) (route)         | 132e                       |
| 118                        | Rick Zabel (GER)                | 123e                       |

| Lotto-Soudal LTS | Lotto-Soudal LTS         | Lotto-Soudal LTS |
| ---------------- | ------------------------ | ---------------- |
| Num              | Coureur                  | Pos              |
| 121              | Sander Armée (BEL)       | 47e              |
| 122              | Thomas De Gendt (BEL)    | 41e              |
| 123              | Jonathan Dibben (GBR)    | 133e             |
| 124              | Carl Fredrik Hagen (NOR) | 42e              |
| 125              | Adam Hansen (AUS)        | 117e             |
| 126              | Matthew Holmes (GBR)     | 81e              |
| 127              | Stefano Oldani (ITA)     | 98e              |
| 128              | Harm Vanhoucke (BEL)     | 60e              |

| Mitchelton-Scott MTS | Mitchelton-Scott MTS        | Mitchelton-Scott MTS |
| -------------------- | --------------------------- | -------------------- |
| Num                  | Coureur                     | Pos                  |
| 131                  | Simon Yates (GBR)           | NP-8                 |
| 132                  | Edoardo Affini (ITA)        | NP-8                 |
| 133                  | Brent Bookwalter (USA)      | NP-6                 |
| 134                  | Jack Haig (AUS)             | NP-10                |
| 135                  | Lucas Hamilton (AUS)        | NP-10                |
| 136                  | Michael Hepburn (AUS)       | NP-10                |
| 137                  | Damien Howson (AUS)         | NP-10                |
| 138                  | Cameron Meyer (AUS) (route) | NP-10                |

| Movistar Team MOV | Movistar Team MOV       | Movistar Team MOV |
| ----------------- | ----------------------- | ----------------- |
| Num               | Coureur                 | Pos               |
| 141               | Héctor Carretero (ESP)  | 79e               |
| 142               | Dario Cataldo (ITA)     | 66e               |
| 143               | Antonio Pedrero (ESP)   | 19e               |
| 144               | Einer Rubio (COL)       | 58e               |
| 145               | Sergio Samitier (ESP)   | 13e               |
| 146               | Eduardo Sepúlveda (ARG) | 57e               |
| 147               | Albert Torres (ESP)     | 106e              |
| 148               | Davide Villella (ITA)   | 40e               |

| NTT Pro Cycling NTT | NTT Pro Cycling NTT           | NTT Pro Cycling NTT |
| ------------------- | ----------------------------- | ------------------- |
| Num                 | Coureur                       | Pos                 |
| 151                 | Louis Meintjes (RSA)          | 36e                 |
| 152                 | Victor Campenaerts (BEL)      | 95e                 |
| 153                 | Amanuel Ghebreigzabhier (ERI) | 54e                 |
| 154                 | Ben O'Connor (AUS)            | 20e                 |
| 155                 | Domenico Pozzovivo (ITA)      | 11e                 |
| 156                 | Matteo Sobrero (ITA)          | 76e                 |
| 157                 | Dylan Sunderland (AUS)        | 114e                |
| 158                 | Danilo Wyss (SUI)             | 84e                 |

| Ineos Grenadiers IGD | Ineos Grenadiers IGD         | Ineos Grenadiers IGD |
| -------------------- | ---------------------------- | -------------------- |
| Num                  | Coureur                      | Pos                  |
| 161                  | Geraint Thomas (GBR)         | NP-4                 |
| 162                  | Jonathan Castroviejo (ESP)   | 24e                  |
| 163                  | Rohan Dennis (AUS)           | 35e                  |
| 164                  | Filippo Ganna (ITA) (chrono) | 61e                  |
| 165                  | Tao Geoghegan Hart (GBR)     | 1er                  |
| 166                  | Jhonatan Narváez (ECU)       | AB-15                |
| 167                  | Salvatore Puccio (ITA)       | 56e                  |
| 168                  | Ben Swift (GBR) (route)      | 18e                  |

| Jumbo-Visma TJV | Jumbo-Visma TJV           | Jumbo-Visma TJV |
| --------------- | ------------------------- | --------------- |
| Num             | Coureur                   | Pos             |
| 171             | Steven Kruijswijk (NED)   | NP-10           |
| 172             | Koen Bouwman (NED)        | NP-10           |
| 173             | Tobias Foss (NOR)         | NP-10           |
| 174             | Chris Harper (AUS)        | NP-10           |
| 175             | Tony Martin (GER)         | NP-10           |
| 176             | Christoph Pfingsten (GER) | NP-10           |
| 177             | Antwan Tolhoek (NED)      | NP-10           |
| 178             | Jos van Emden (NED)       | NP-10           |

| Team Sunweb SUN | Team Sunweb SUN        | Team Sunweb SUN |
| --------------- | ---------------------- | --------------- |
| Num             | Coureur                | Pos             |
| 181             | Wilco Kelderman (NED)  | 3e              |
| 182             | Nico Denz (GER)        | 83e             |
| 183             | Chad Haga (USA)        | 69e             |
| 184             | Chris Hamilton (AUS)   | 29e             |
| 185             | Jai Hindley (AUS)      | 2e              |
| 186             | Michael Matthews (AUS) | NP-10           |
| 187             | Sam Oomen (NED)        | 21e             |
| 188             | Martijn Tusveld (NED)  | 26e             |

| Trek-Segafredo TFS | Trek-Segafredo TFS       | Trek-Segafredo TFS |
| ------------------ | ------------------------ | ------------------ |
| Num                | Coureur                  | Pos                |
| 191                | Vincenzo Nibali (ITA)    | 7e                 |
| 192                | Julien Bernard (FRA)     | 49e                |
| 193                | Gianluca Brambilla (ITA) | AB-15              |
| 194                | Giulio Ciccone (ITA)     | NP-14              |
| 195                | Nicola Conci (ITA)       | 52e                |
| 196                | Jacopo Mosca (ITA)       | 31e                |
| 197                | Antonio Nibali (ITA)     | 37e                |
| 198                | Pieter Weening (NED)     | AB-5               |

| UAE Team Emirates UAD | UAE Team Emirates UAD     | UAE Team Emirates UAD |
| --------------------- | ------------------------- | --------------------- |
| Num                   | Coureur                   | Pos                   |
| 201                   | Diego Ulissi (ITA)        | 38e                   |
| 202                   | Mikkel Bjerg (DEN)        | 97e                   |
| 203                   | Valerio Conti (ITA)       | 101e                  |
| 204                   | Joe Dombrowski (USA)      | 43e                   |
| 205                   | Fernando Gaviria (COL)    | NP-16                 |
| 206                   | Brandon McNulty (USA)     | 15e                   |
| 207                   | Sebastián Molano (COL)    | NP-15                 |
| 208                   | Maximiliano Richeze (ARG) | AB-16                 |

| Vini Zabù-Brado-KTM THR | Vini Zabù-Brado-KTM THR | Vini Zabù-Brado-KTM THR |
| ----------------------- | ----------------------- | ----------------------- |
| Num                     | Coureur                 | Pos                     |
| 211                     | Giovanni Visconti (ITA) | NP-18                   |
| 212                     | Simone Bevilacqua (ITA) | 127e                    |
| 213                     | Marco Frapporti (ITA)   | 108e                    |
| 214                     | Lorenzo Rota (ITA)      | 93e                     |
| 215                     | Matteo Spreafico (ITA)  | DQ-1                    |
| 216                     | Etienne van Empel (NED) | 88e                     |
| 217                     | Luca Wackermann (ITA)   | NP-5                    |
| 218                     | Edoardo Zardini (ITA)   | 96e                     |

| AG2R La Mondiale ALM | AG2R La Mondiale ALM         | AG2R La Mondiale ALM |
| -------------------- | ---------------------------- | -------------------- |
| Num                  | Coureur                      | Pos                  |
| 1                    | Tony Gallopin (FRA)          | NP-8                 |
| 2                    | François Bidard (FRA)        | 39e                  |
| 3                    | Geoffrey Bouchard (FRA)      | 55e                  |
| 4                    | Ben Gastauer (LUX)           | AB-8                 |
| 5                    | Jaakko Hänninen (FIN)        | 73e                  |
| 6                    | Aurélien Paret-Peintre (FRA) | 16e                  |
| 7                    | Andrea Vendrame (ITA)        | 50e                  |
| 8                    | Lawrence Warbasse (USA)      | 17e                  |

| Androni Giocattoli-Sidermec ANS | Androni Giocattoli-Sidermec ANS     | Androni Giocattoli-Sidermec ANS |
| ------------------------------- | ----------------------------------- | ------------------------------- |
| Num                             | Coureur                             | Pos                             |
| 11                              | Mattia Bais (ITA)                   | 102e                            |
| 12                              | Alessandro Bisolti (ITA)            | 90e                             |
| 13                              | Alexander Cepeda (ECU)              | 78e                             |
| 14                              | Luca Chirico (ITA)                  | 85e                             |
| 15                              | Simon Pellaud (SUI)                 | 71e                             |
| 16                              | Simone Ravanelli (ITA)              | 74e                             |
| 17                              | Jhonatan Restrepo (COL)             | 103e                            |
| 18                              | Josip Rumac (CRO) (route et chrono) | 99e                             |

| Astana AST | Astana AST                         | Astana AST |
| ---------- | ---------------------------------- | ---------- |
| Num        | Coureur                            | Pos        |
| 21         | Jakob Fuglsang (DEN)               | 6e         |
| 22         | Manuele Boaro (ITA)                | AB-18      |
| 23         | Rodrigo Contreras (COL)            | 110e       |
| 24         | Fabio Felline (ITA)                | 25e        |
| 25         | Jonas Gregaard Wilsly (DEN)        | 53e        |
| 26         | Miguel Ángel López (COL)           | AB-1       |
| 27         | Óscar Rodríguez Garaicoechea (ESP) | 45e        |
| 28         | Aleksandr Vlasov (RUS)             | AB-2       |

| Bahrain McLaren TBM | Bahrain McLaren TBM         | Bahrain McLaren TBM |
| ------------------- | --------------------------- | ------------------- |
| Num                 | Coureur                     | Pos                 |
| 31                  | Yukiya Arashiro (JPN)       | 89e                 |
| 32                  | Enrico Battaglin (ITA)      | 46e                 |
| 33                  | Pello Bilbao (ESP) (chrono) | 5e                  |
| 34                  | Eros Capecchi (ITA)         | 87e                 |
| 35                  | Domen Novak (SLO)           | 59e                 |
| 36                  | Mark Padun (UKR)            | 70e                 |
| 37                  | Hermann Pernsteiner (AUT)   | 10e                 |
| 38                  | Jan Tratnik (SLO)           | 62e                 |

| Bardiani CSF Faizanè BCF | Bardiani CSF Faizanè BCF | Bardiani CSF Faizanè BCF |
| ------------------------ | ------------------------ | ------------------------ |
| Num                      | Coureur                  | Pos                      |
| 41                       | Giovanni Carboni (ITA)   | 82e                      |
| 42                       | Luca Covili (ITA)        | HD-1                     |
| 43                       | Filippo Fiorelli (ITA)   | 109e                     |
| 44                       | Giovanni Lonardi (ITA)   | 125e                     |
| 45                       | Fabio Mazzucco (ITA)     | 129e                     |
| 46                       | Francesco Romano (ITA)   | 91e                      |
| 47                       | Alessandro Tonelli (ITA) | 51e                      |
| 48                       | Filippo Zana (ITA)       | 100e                     |

| Bora-Hansgrohe BOH | Bora-Hansgrohe BOH     | Bora-Hansgrohe BOH |
| ------------------ | ---------------------- | ------------------ |
| Num                | Coureur                | Pos                |
| 51                 | Peter Sagan (SVK)      | 92e                |
| 52                 | Cesare Benedetti (ITA) | 94e                |
| 53                 | Maciej Bodnar (POL)    | 107e               |
| 54                 | Matteo Fabbro (ITA)    | 23e                |
| 55                 | Patrick Gamper (AUT)   | NP-8               |
| 56                 | Patrick Konrad (AUT)   | 8e                 |
| 57                 | Rafał Majka (POL)      | 12e                |
| 58                 | Paweł Poljański (POL)  | 67e                |

| CCC Team CCC | CCC Team CCC                | CCC Team CCC |
| ------------ | --------------------------- | ------------ |
| Num          | Coureur                     | Pos          |
| 61           | Ilnur Zakarin (RUS)         | 22e          |
| 62           | Josef Černý (CZE) (chrono)  | 86e          |
| 63           | Víctor de la Parte (ESP)    | 34e          |
| 64           | Kamil Gradek (POL) (chrono) | 104e         |
| 65           | Pavel Kochetkov (RUS)       | AB-9         |
| 66           | Kamil Małecki (POL)         | 68e          |
| 67           | Joey Rosskopf (USA)         | 64e          |
| 68           | Attila Valter (HUN)         | 27e          |

| Cofidis COF | Cofidis COF              | Cofidis COF |
| ----------- | ------------------------ | ----------- |
| Num         | Coureur                  | Pos         |
| 71          | Elia Viviani (ITA)       | 112e        |
| 72          | Simone Consonni (ITA)    | 115e        |
| 73          | Nicolas Edet (FRA)       | AB-15       |
| 74          | Nathan Haas (AUS)        | 119e        |
| 75          | Jesper Hansen (DEN)      | 44e         |
| 76          | Mathias Le Turnier (FRA) | 80e         |
| 77          | Marco Mathis (GER)       | 130e        |
| 78          | Stéphane Rossetto (FRA)  | 63e         |

| Deceuninck-Quick Step DQT | Deceuninck-Quick Step DQT | Deceuninck-Quick Step DQT |
| ------------------------- | ------------------------- | ------------------------- |
| Num                       | Coureur                   | Pos                       |
| 81                        | João Almeida (POR)        | 4e                        |
| 82                        | Davide Ballerini (ITA)    | 72e                       |
| 83                        | Álvaro Hodeg (COL)        | 131e                      |
| 84                        | Mikkel Honoré (DEN)       | 30e                       |
| 85                        | Iljo Keisse (BEL)         | 122e                      |
| 86                        | James Knox (GBR)          | 14e                       |
| 87                        | Fausto Masnada (ITA)      | 9e                        |
| 88                        | Pieter Serry (BEL)        | 28e                       |

| EF Pro Cycling EF1 | EF Pro Cycling EF1     | EF Pro Cycling EF1 |
| ------------------ | ---------------------- | ------------------ |
| Num                | Coureur                | Pos                |
| 91                 | Sean Bennett (USA)     | NP-8               |
| 92                 | Jonathan Caicedo (ECU) | 65e                |
| 93                 | Simon Clarke (AUS)     | 75e                |
| 94                 | Lawson Craddock (USA)  | NP-10              |
| 95                 | Ruben Guerreiro (POR)  | 33e                |
| 96                 | Tanel Kangert (EST)    | 32e                |
| 97                 | Lachlan Morton (AUS)   | 111e               |
| 98                 | James Whelan (AUS)     | 105e               |

| Groupama-FDJ GFC | Groupama-FDJ GFC            | Groupama-FDJ GFC |
| ---------------- | --------------------------- | ---------------- |
| Num              | Coureur                     | Pos              |
| 101              | Arnaud Démare (FRA) (route) | 121e             |
| 102              | Kilian Frankiny (SUI)       | 77e              |
| 103              | Jacopo Guarnieri (ITA)      | 128e             |
| 104              | Simon Guglielmi (FRA)       | 116e             |
| 105              | Ignatas Konovalovas (LTU)   | 124e             |
| 106              | Miles Scotson (AUS)         | 113e             |
| 107              | Ramon Sinkeldam (NED)       | AB-10            |
| 109              | Benjamin Thomas (FRA)       | AB-5             |

| Israel Start-Up Nation ISN | Israel Start-Up Nation ISN      | Israel Start-Up Nation ISN |
| -------------------------- | ------------------------------- | -------------------------- |
| Num                        | Coureur                         | Pos                        |
| 111                        | Rudy Barbier (FRA)              | NP-9                       |
| 112                        | Matthias Brändle (AUT) (chrono) | 126e                       |
| 113                        | Alexander Cataford (CAN)        | AB-12                      |
| 114                        | Davide Cimolai (ITA)            | 118e                       |
| 115                        | Alex Dowsett (GBR) (chrono)     | 120e                       |
| 116                        | Daniel Navarro (ESP)            | 48e                        |
| 117                        | Guy Sagiv (ISR) (route)         | 132e                       |
| 118                        | Rick Zabel (GER)                | 123e                       |

| Lotto-Soudal LTS | Lotto-Soudal LTS         | Lotto-Soudal LTS |
| ---------------- | ------------------------ | ---------------- |
| Num              | Coureur                  | Pos              |
| 121              | Sander Armée (BEL)       | 47e              |
| 122              | Thomas De Gendt (BEL)    | 41e              |
| 123              | Jonathan Dibben (GBR)    | 133e             |
| 124              | Carl Fredrik Hagen (NOR) | 42e              |
| 125              | Adam Hansen (AUS)        | 117e             |
| 126              | Matthew Holmes (GBR)     | 81e              |
| 127              | Stefano Oldani (ITA)     | 98e              |
| 128              | Harm Vanhoucke (BEL)     | 60e              |

| Mitchelton-Scott MTS | Mitchelton-Scott MTS        | Mitchelton-Scott MTS |
| -------------------- | --------------------------- | -------------------- |
| Num                  | Coureur                     | Pos                  |
| 131                  | Simon Yates (GBR)           | NP-8                 |
| 132                  | Edoardo Affini (ITA)        | NP-8                 |
| 133                  | Brent Bookwalter (USA)      | NP-6                 |
| 134                  | Jack Haig (AUS)             | NP-10                |
| 135                  | Lucas Hamilton (AUS)        | NP-10                |
| 136                  | Michael Hepburn (AUS)       | NP-10                |
| 137                  | Damien Howson (AUS)         | NP-10                |
| 138                  | Cameron Meyer (AUS) (route) | NP-10                |

| Movistar Team MOV | Movistar Team MOV       | Movistar Team MOV |
| ----------------- | ----------------------- | ----------------- |
| Num               | Coureur                 | Pos               |
| 141               | Héctor Carretero (ESP)  | 79e               |
| 142               | Dario Cataldo (ITA)     | 66e               |
| 143               | Antonio Pedrero (ESP)   | 19e               |
| 144               | Einer Rubio (COL)       | 58e               |
| 145               | Sergio Samitier (ESP)   | 13e               |
| 146               | Eduardo Sepúlveda (ARG) | 57e               |
| 147               | Albert Torres (ESP)     | 106e              |
| 148               | Davide Villella (ITA)   | 40e               |

| NTT Pro Cycling NTT | NTT Pro Cycling NTT           | NTT Pro Cycling NTT |
| ------------------- | ----------------------------- | ------------------- |
| Num                 | Coureur                       | Pos                 |
| 151                 | Louis Meintjes (RSA)          | 36e                 |
| 152                 | Victor Campenaerts (BEL)      | 95e                 |
| 153                 | Amanuel Ghebreigzabhier (ERI) | 54e                 |
| 154                 | Ben O'Connor (AUS)            | 20e                 |
| 155                 | Domenico Pozzovivo (ITA)      | 11e                 |
| 156                 | Matteo Sobrero (ITA)          | 76e                 |
| 157                 | Dylan Sunderland (AUS)        | 114e                |
| 158                 | Danilo Wyss (SUI)             | 84e                 |

| Ineos Grenadiers IGD | Ineos Grenadiers IGD         | Ineos Grenadiers IGD |
| -------------------- | ---------------------------- | -------------------- |
| Num                  | Coureur                      | Pos                  |
| 161                  | Geraint Thomas (GBR)         | NP-4                 |
| 162                  | Jonathan Castroviejo (ESP)   | 24e                  |
| 163                  | Rohan Dennis (AUS)           | 35e                  |
| 164                  | Filippo Ganna (ITA) (chrono) | 61e                  |
| 165                  | Tao Geoghegan Hart (GBR)     | 1er                  |
| 166                  | Jhonatan Narváez (ECU)       | AB-15                |
| 167                  | Salvatore Puccio (ITA)       | 56e                  |
| 168                  | Ben Swift (GBR) (route)      | 18e                  |

| Jumbo-Visma TJV | Jumbo-Visma TJV           | Jumbo-Visma TJV |
| --------------- | ------------------------- | --------------- |
| Num             | Coureur                   | Pos             |
| 171             | Steven Kruijswijk (NED)   | NP-10           |
| 172             | Koen Bouwman (NED)        | NP-10           |
| 173             | Tobias Foss (NOR)         | NP-10           |
| 174             | Chris Harper (AUS)        | NP-10           |
| 175             | Tony Martin (GER)         | NP-10           |
| 176             | Christoph Pfingsten (GER) | NP-10           |
| 177             | Antwan Tolhoek (NED)      | NP-10           |
| 178             | Jos van Emden (NED)       | NP-10           |

| Team Sunweb SUN | Team Sunweb SUN        | Team Sunweb SUN |
| --------------- | ---------------------- | --------------- |
| Num             | Coureur                | Pos             |
| 181             | Wilco Kelderman (NED)  | 3e              |
| 182             | Nico Denz (GER)        | 83e             |
| 183             | Chad Haga (USA)        | 69e             |
| 184             | Chris Hamilton (AUS)   | 29e             |
| 185             | Jai Hindley (AUS)      | 2e              |
| 186             | Michael Matthews (AUS) | NP-10           |
| 187             | Sam Oomen (NED)        | 21e             |
| 188             | Martijn Tusveld (NED)  | 26e             |

| Trek-Segafredo TFS | Trek-Segafredo TFS       | Trek-Segafredo TFS |
| ------------------ | ------------------------ | ------------------ |
| Num                | Coureur                  | Pos                |
| 191                | Vincenzo Nibali (ITA)    | 7e                 |
| 192                | Julien Bernard (FRA)     | 49e                |
| 193                | Gianluca Brambilla (ITA) | AB-15              |
| 194                | Giulio Ciccone (ITA)     | NP-14              |
| 195                | Nicola Conci (ITA)       | 52e                |
| 196                | Jacopo Mosca (ITA)       | 31e                |
| 197                | Antonio Nibali (ITA)     | 37e                |
| 198                | Pieter Weening (NED)     | AB-5               |

| UAE Team Emirates UAD | UAE Team Emirates UAD     | UAE Team Emirates UAD |
| --------------------- | ------------------------- | --------------------- |
| Num                   | Coureur                   | Pos                   |
| 201                   | Diego Ulissi (ITA)        | 38e                   |
| 202                   | Mikkel Bjerg (DEN)        | 97e                   |
| 203                   | Valerio Conti (ITA)       | 101e                  |
| 204                   | Joe Dombrowski (USA)      | 43e                   |
| 205                   | Fernando Gaviria (COL)    | NP-16                 |
| 206                   | Brandon McNulty (USA)     | 15e                   |
| 207                   | Sebastián Molano (COL)    | NP-15                 |
| 208                   | Maximiliano Richeze (ARG) | AB-16                 |

| Vini Zabù-Brado-KTM THR | Vini Zabù-Brado-KTM THR | Vini Zabù-Brado-KTM THR |
| ----------------------- | ----------------------- | ----------------------- |
| Num                     | Coureur                 | Pos                     |
| 211                     | Giovanni Visconti (ITA) | NP-18                   |
| 212                     | Simone Bevilacqua (ITA) | 127e                    |
| 213                     | Marco Frapporti (ITA)   | 108e                    |
| 214                     | Lorenzo Rota (ITA)      | 93e                     |
| 215                     | Matteo Spreafico (ITA)  | DQ-1                    |
| 216                     | Etienne van Empel (NED) | 88e                     |
| 217                     | Luca Wackermann (ITA)   | NP-5                    |
| 218                     | Edoardo Zardini (ITA)   | 96e                     |